# Meersburg
Meersburg ist eine Kleinstadt im baden-württembergischen Bodenseekreis und ist staatlich anerkannter Erholungsort. Sie liegt am Bodensee zwischen Friedrichshafen und Überlingen.

## Geographie

### Geographische Lage

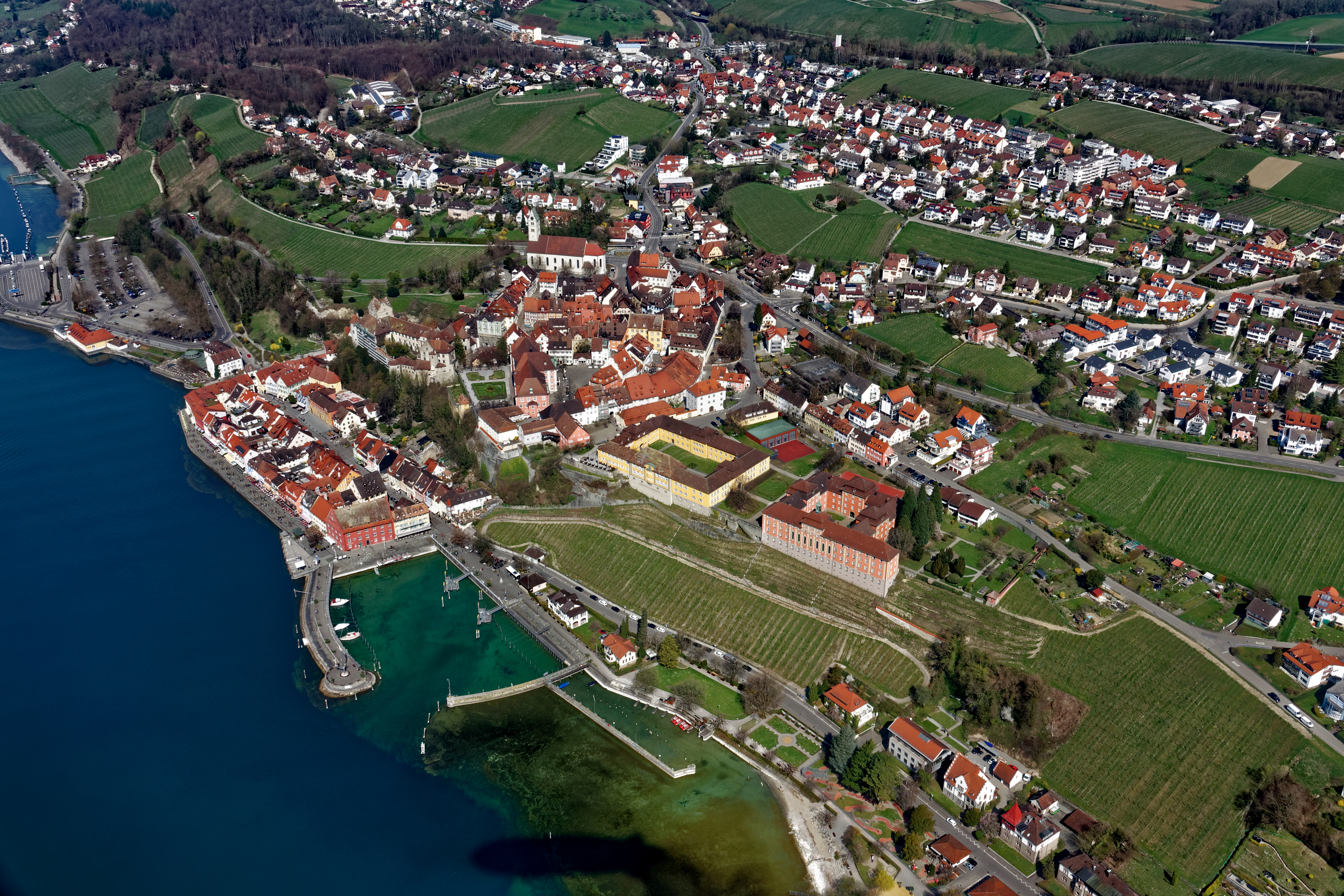
Schiffsanlegestelle (rechts), Unter- und Oberstadt

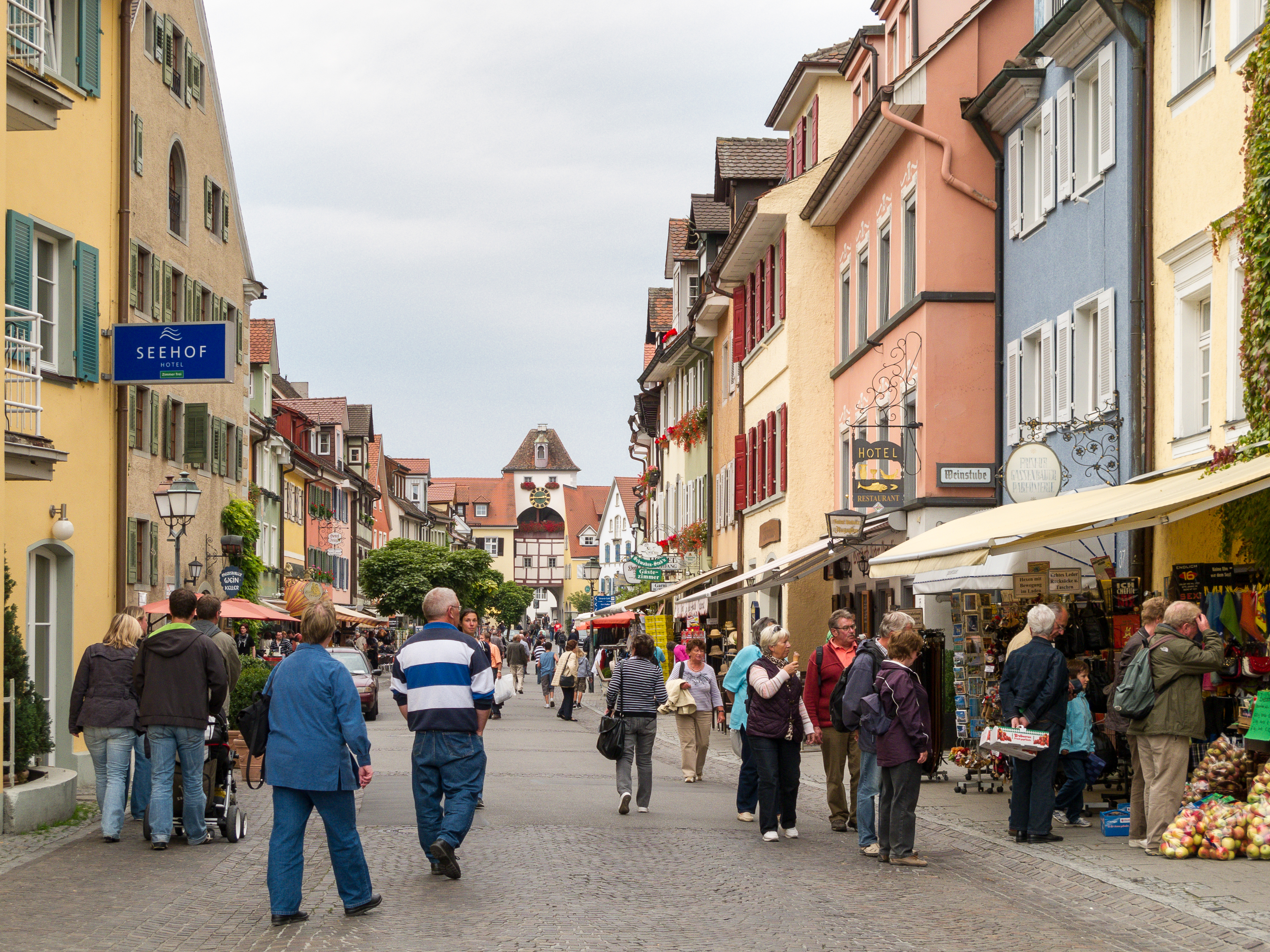
Unterstadtstraße

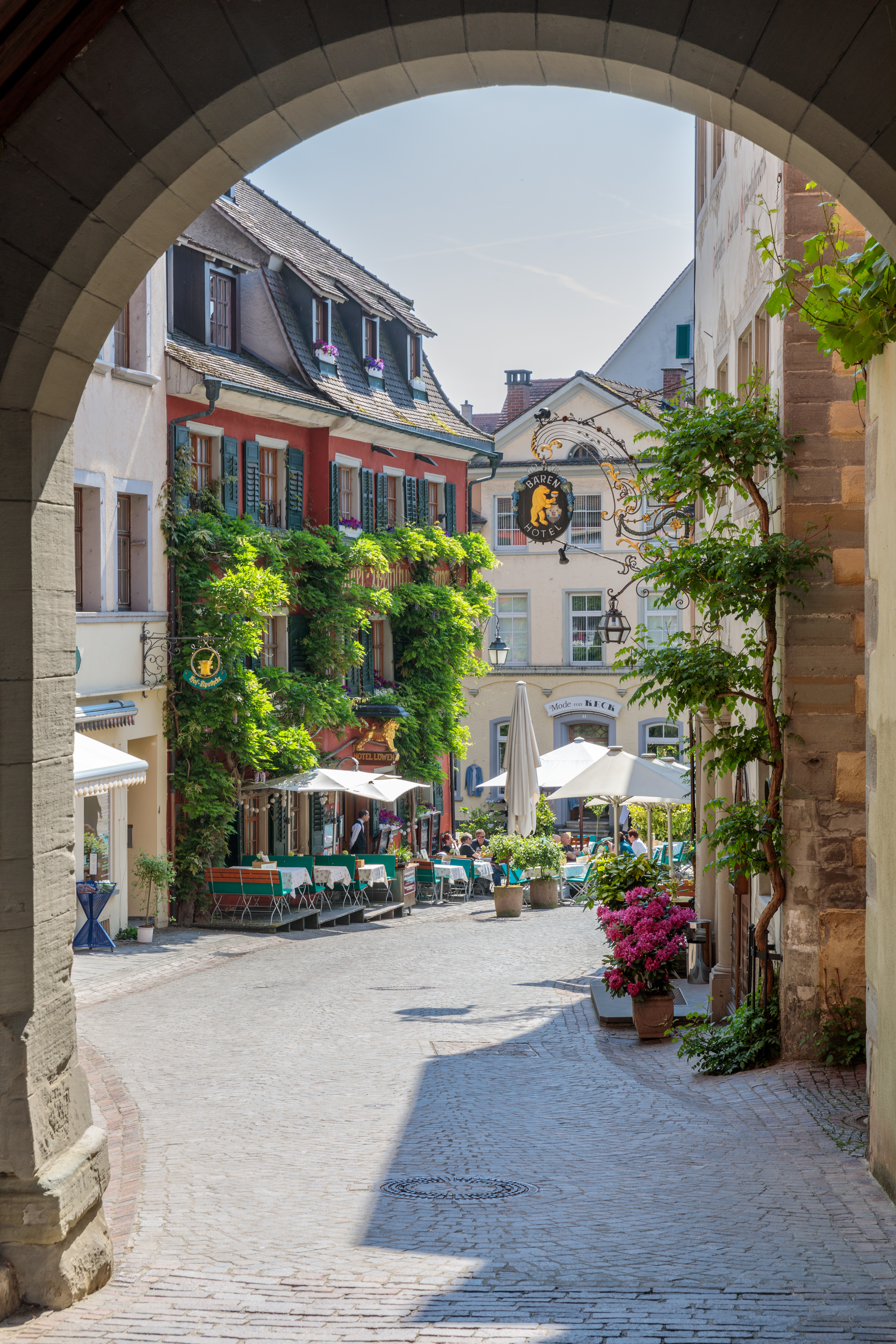
Blick durchs Obertor zum Marktplatz mit den Hotels „Löwen“ und „Bären“

Meersburg liegt am nördlichen Ufer des Bodensees, am Übergang vom Obersee zum Überlinger See auf einer Höhe von 400 bis 500 Metern. Allein zwischen Unter- und Oberstadt besteht ein Höhenunterschied von 40 Metern.

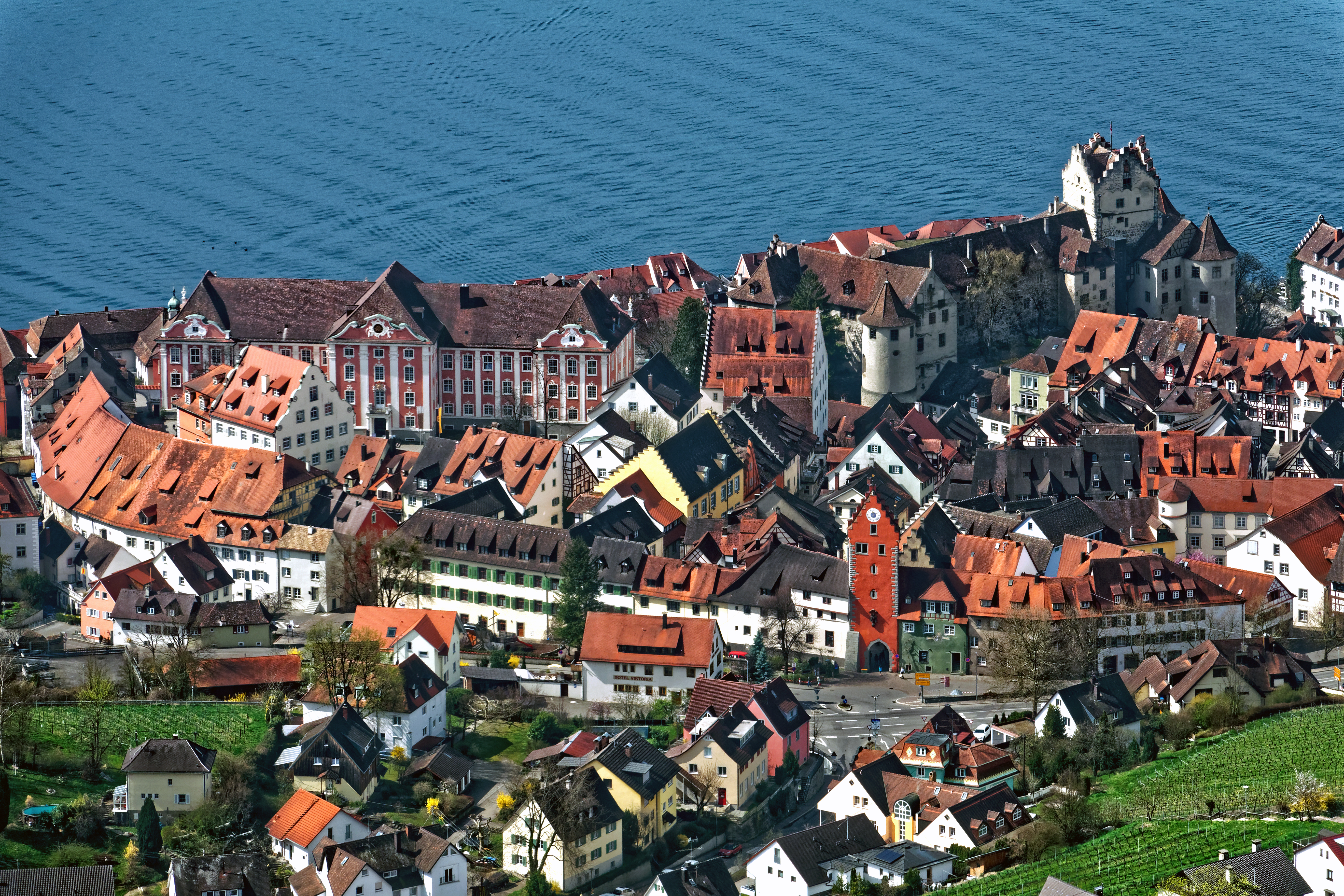
Neues Schloss und Burg Meersburg.

### Stadtgliederung
Die Stadt Meersburg besteht aus den Stadtteilen Meersburg und Baitenhausen, Baitenhausen bildet eine Ortschaft. Auf dem Stadtgebiet liegen ferner die Orte Riedetsweiler und Schiggendorf. Die Wallfahrtskirche Baitenhausen ist gleichzeitig Kirche von Baitenhausen.
In Riedetsweiler wohnte Franz Anton Mesmer ab 1814. Von der Ortsmitte von Riedetsweiler erreicht man über einen Fußweg den Aussichtspunkt „Schüssel“ mit weiter Sicht auf den Obersee.
Im nordwestlich gelegenen Ortsteil Schiggendorf befindet sich die Alte Schmiede am Rande des Ortes am Weg nach Gebhardsweiler und Unteruhldingen.  Dieses Fachwerkhaus wurde von der Denkmalstiftung Baden-Württemberg zum „Denkmal des Monats Mai 2005“ ernannt, wird privat bewohnt und ist nur von außen zu besichtigen. Ferner sind 400 Meter südwestlich von Schiggendorf im waldigen aufsteigenden Gelände Wallreste der Burg Schiggendorf erkennbar.

### Klima
|                        | Jan  | Feb  | Mär  | Apr  | Mai  | Jun   | Jul   | Aug   | Sep  | Okt  | Nov  | Dez  |   |       |
| Mittl. Temperatur (°C) | −0,2 | 1,1  | 4,5  | 8,3  | 12,7 | 16,0  | 18,2  | 17,5  | 14,6 | 9,6  | 4,3  | 0,8  | ⌀ | 9     |
|                        |      |      |      |      |      |       |       |       |      |      |      |      |   |       |
| Niederschlag (mm)      | 57,4 | 52,0 | 56,2 | 77,5 | 97,9 | 116,0 | 110,7 | 103,5 | 80,9 | 58,7 | 71,8 | 59,3 | Σ | 941,9 |

|  |

|  |

|  |

|  |

|  |

|  |

|  |

|  |

|  |

|  |

|  |

|  |

|  |

|  |

|  |

|  |

|  |

|  |

|  |

|  |

|  |

|  |

|  |

|  |

## Geschichte
Die Burg Meersburg geht vielleicht auf eine merowingische Befestigung am Fähr-Übergang der wichtigen Straßenverbindung von Oberschwaben über Konstanz nach Rätien zurück. Die Königsburg, zu der vermutlich bereits eine kleine Siedlung gehörte, war seit der Mitte des 11. Jahrhunderts in der Hand von königlichen Lehnsträgern, die sich nach ihr nannten, und ging dann in den Besitz der Bischöfe von Konstanz über, die sie als Lehen an die Grafen von Rohrdorf ausgaben. Aus dieser Zeit stammen wohl auch die ältesten erhaltenen Teile des Baus. 1071 wurde Mersburg urkundlich erwähnt; 1113 der adelige Liopoldus de Merdespurch, 1142 Mercesburc.

### Fürstbischöfliche Zeit
Nach dem Aussterben der Grafen 1210 blieben Burg und Siedlung von 1211 bis 1802 im unmittelbaren Besitz des Bischofs. Der 1268 in Neapel hingerichtete letzte Stauferkönig Konradin hatte zuvor mehrere Jahre in der Burg Meersburg seines Onkels, des Bischofs von Konstanz, verbracht.
Die Siedlung entwickelte sich zunächst vor allem oberhalb der Burg, im Bereich der späteren Oberstadt, die 1233 Marktrecht, vor 1260 eine Mauer und 1299 unter dem Konstanzer Bischof Heinrich von Klingenberg das Stadtrecht nach Ulmer Vorbild erhielt. Im selben Jahr wurde die unterhalb der Burg gelegene Siedlung am Seeufer durch Aufschüttung erweitert, so dass Raum für einen großen Marktplatz und für die Erweiterung der Siedlung zur Unterstadt entstand.
Bei der Wahl eines neuen Bischofs wollten Domkapitel und Kaiser teilweise unterschiedliche Personen mit dem Amt betrauen. Während der „Bischofsfehde“ im Jahr 1334 wurde die Stadt vom Reichsheer des Kaisers Ludwig des Bayern mit Feuergeschützen erfolglos belagert.

Auseinandersetzungen der Bürgerschaft mit dem Stadtherren Bischof Heinrich IV. von Hewen um die freiere Ausgestaltung der Stadtverfassung durch „Stadtrechtskämpfe“ endeten 1458 mit der Rückkehr des Bischofs auf die Burg und der Niederlage der Bürger. Der Bürgermeister Simon Weinzürn wurde als Wortführer des Protestes 1461 ohne richterliches Urteil im Bodensee ertränkt. Ein Konstanzer Chronist schildert die Tötung Weinzürns so: 

„Da sich kein Nachrichter fand, der ihn ohne richterliches Urteil hinrichten wollte, führte man ihn in einem Schiff hinaus auf den See. Hier musste er sich außerhalb des Schiffs auf ein (über den Bordrand gelegtes) Brett setzen, während der bischöfliche Vogt sich innerhalb setzte. An tiefer Stelle angelangt, stand der letzterer dann auf und der letzte fiel mit dem Brett in den See und ertrank.“

 Das Amt des Bürgermeisters von Meersburg wurde abgeschafft. Simon Weinzürn war der erste Bewohner des heute Hotel Weinstube Löwen genannten Gebäudes am Marktplatz.
1509 wurden das Alte Schloss ausgebaut und in der Unterstadt der Getreidespeicher („Gredhaus“) sowie der Hafen gebaut.
Während des Deutschen Bauernkrieges 1524/25 gehörte das Linzgau zum Kerngebiet des Seehaufens. Im April 1525 marschierten die Bauern des Bermatinger Haufens unter Leitung des Hauptmanns Eitelhans Ziegelmüller in Meersburg ein, „wo die Bürger ihnen entgegenzogen mit Wein und Brot und die Stadt übergaben“, wie ein Salemer Mönch in seiner Chronik berichtet. Die Einnahme verlief friedlich. Kurze Zeit darauf übergab der Bischof das Schloss Meersburg „samt 600 Gulden, 6 Fuder Wein und das im Schloss liegende Geschütz“ an die Bauern. Der Vertrag von Weingarten, mit dem der Aufstand in der Region beendet wurde, trägt in Vertretung der Bauern unter anderem das Siegel der Stadt Meersburg. Für den „Merspurger Platz“ unterschrieben hat der Seehaufen-Hauptmann Hans Hagen.

### Fürstbischöfliche Residenzstadt
Im Jahr 1526 siedelte der bischöfliche Hof des Bischofs Hugo von Hohenlandenberg ins Alte Schloss von Meersburg über, weil sich Konstanz als Freie Reichsstadt 1519/1523 der Reformation angeschlossen hatte. Meersburg hingegen lag im Territorium des Hochstifts Konstanz, wo die Fürstbischöfe zugleich Landesherren waren und die weltliche Macht ausübten. Das Hochstift Konstanz und somit auch Meersburg gehörten nahezu 300 Jahre lang (vom Beginn des 16. Jahrhunderts bis zu Beginn des 19. Jahrhunderts) dem Schwäbischen Reichskreis an, in dem die Konstanzer Fürstbischöfe eine führende Position innehatten und insbesondere die katholischen Interessen und Gebiete in Schwaben vertraten. So fand am 10. Mai 1527 auch der Prozess gegen den evangelisch gesinnten Sernatinger Frühmessner (Pfarrer) Johann Hüglin in Meersburg statt, ebenso dessen anschließende Hinrichtung. Meersburg blieb weiterhin bischöfliche Residenz, als Konstanz wieder katholisch wurde. 1575 wurde das Amt des Bürgermeisters in Meersburg wieder eingeführt. Die Pestepidemien des 16. Jahrhunderts im Bodenseeraum erfassten in den Jahren 1529, 1575, 1588, 1595 und 1611/12 auch Meersburg.
Im Dreißigjährigen Krieg von 1618 bis 1648 plünderten Schweden und Württemberger Meersburg (siehe Seekrieg auf dem Bodensee 1632–1648). Durch die Pest in den Jahren 1635/36 und 1646 schrumpfte die Meersburger Bevölkerung auf ein Sechstel. An diese Zeit erinnert der Fasnachtsbrauch des „Schnabelgiere“ sowie die „Gesellschaft der Hundertein Bürger“. Ein Gedenkstein an Kaspar Miller, den Meersburger Pestarzt, der selber an der Pest starb, befindet sich an der Ostseite der Stadtkirche.
Die Burg Meersburg war bis zur Fertigstellung des Neuen Schlosses 1750 ständiger Wohnsitz des Konstanzer Bischofs. Vor allem das 18. Jahrhundert prägte mit dem Bau aus Neuem Schloss (ab 1710–1712), Priesterseminar (1725/29–34) und Reit- oder Stallhof (um 1760) das barocke Panorama Meersburgs am Steilufer zum Bodensee („Seefassade auf dem Meersburger Höhenrücken“).
Kardinal Franz Konrad von Rodt und sein Nachfolger (und Bruder) Maximilian Christoph von Rodt residierten bereits im Neuen Schloss. Im Herbst 1802 besetzten zwei markgräfliche Kommissare mit 100 Mann eines Rastatter Füsilierbataillons Meersburg. Durch Anschlag wurde verkündet, dass Markgraf Karl von Baden nun zuständig sei. Der Konstanzer Fürstbischof Karl Theodor von Dalberg in Konstanz wurde zwei Wochen vorher in Kenntnis gesetzt. Meersburg blieb Residenz des Bischofs bis zur Aufhebung des Bistums 1803.
Thomas Warndorf weist darauf hin, dass die amtierenden Fürstbischöfe sich durch die Familiensitze ihrer Vorfahren, durch Sommersitze, durch die Konstanzer kirchlichen Einrichtungen, durch die weiteren Besitztümer im Hochstift Konstanz sowie durch finanzielle Engpässe nicht dauerhaft in Meersburg aufhielten.

### Badische Zeit

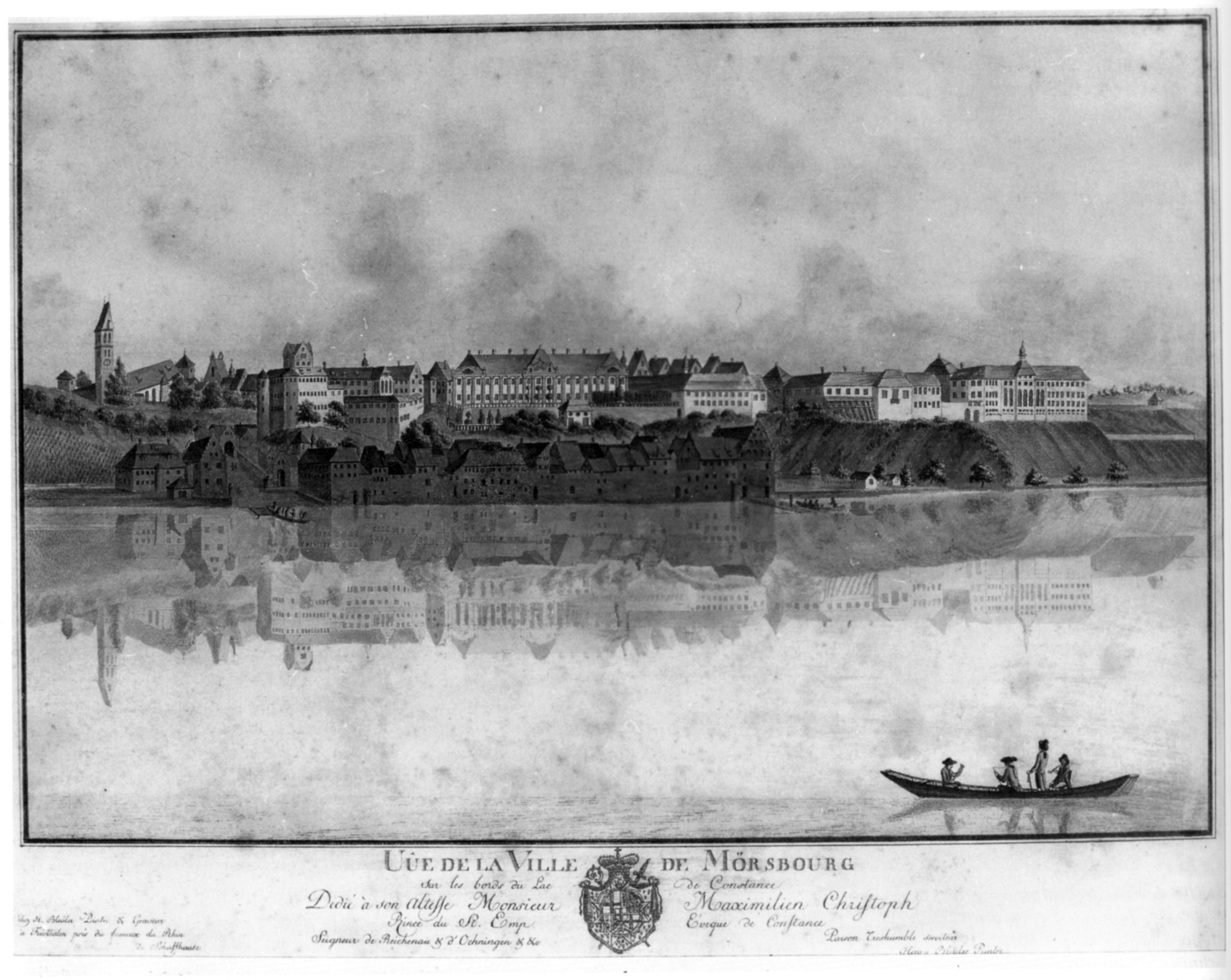
Panorama (um 1800)

#### Bedeutungsverlust
Nach Auflösung des Hochstiftes Konstanz und dem Übergang an Baden im Reichsdeputationshauptschluss 1803 war Meersburg nur noch bis 1807 Hauptstadt des Oberen Fürstentums am See, von 1803 bis 1857 Hauptort des Amtsbezirks Meersburg und von 1814 bis 1836 Sitz des Hofgerichts des badischen Seekreises (in der Burg).
Das Alte Schloss wurde 1838 durch den Freiherr Joseph von Laßberg vom Land Baden erworben und so vor dem Abriss bewahrt. Er bewahrte dort seine berühmte Bibliothek mittelalterlicher Schriften auf, die nach seinem Tod zur fürstlichen Hofbibliothek Donaueschingen kam.
Von Laßberg und seine Frau Jenny von Droste zu Hülshoff beherbergten im Alten Schloss viele namhafte Gäste, darunter vor allem die jüngere Schwester seiner Frau, die Dichterin Annette von Droste-Hülshoff, die dort am 24. Mai 1848 nach längerem Aufenthalt starb, sowie Ludwig Uhland, Gustav Schwab und Justinus Kerner. Heute beherbergt die Burg ein Museum mit spätgotischen und barock stuckierten Innenräumen und einer im 20. Jahrhundert zusammengetragenen Einrichtung. Sie gilt als „älteste, vollständig erhaltene und bewohnte Burg Deutschlands“.
Das Fürstenhäusle, ein ehemaliges, um 1600 erbautes Rebhaus, gehörte Annette von Droste-Hülshoff von 1843 bis 1848, diente deren Verwandten bis Mitte des 20. Jahrhunderts als Wohnsitz und wurde als Droste-Gedenkstätte Eigentum des Landes Baden-Württemberg. Es befindet sich wenige Schritte vom Obertor in den Weinbergen.

#### Badische Revolution 1848/1849
In Meersburg fanden die Forderungen der Badischen Revolution von 1848/1849 Gehör. Es gab am 2. April 1848 eine Meersburger Volksversammlung. Vier Wahlmänner wurden zur Ernennung der Mitglieder der Deutschen Volksversammlung am 10. April 1848 entsandt. Wenige Meersburger Bürger beteiligten sich am Heckerzug von Konstanz aus. Die politischen Forderungen wurden von den Meersburger Bürgern ohne Gewalt vertreten. Die Großherzogliche Regierung wurde nach der Niederlage der Badischen Revolution wieder eingesetzt. Als Strafen für die revolutionären Teilnehmer wurden Vermögensstrafen und auch eine Amtsenthebung und Zuchthausstrafe für den Bürgermeister ausgesprochen.

#### Teilabriss der Stadttore
Das Neue Schloss fiel bei der Säkularisation an Baden und wurde danach an den Badischen Staat verkauft. Von 1865 bis 1937 beherbergte es die Taubstummenanstalt zuerst für Baden, ab 1874 für Südbaden.
Teile der Stadtbefestigung wurden zwischen 1820 und 1845 abgerissen. Der Hafen wurde 1851/1852 für Dampfschiffe ausgebaggert und mit Molen geschützt.
Meersburg büßte nach der Säkularisation durch den Wegzug der Ämter (Hofgericht im Jahr 1836, Bezirksprobstei im Jahr 1842, Großherzoglich Badisches Bezirksamt im Jahr 1857) an Bedeutung ein. Die Bewohner lebten nun von Landwirtschaft, Weinbau, Handwerk und Gewerbe.

#### Erwerbszweig Fremdenverkehr

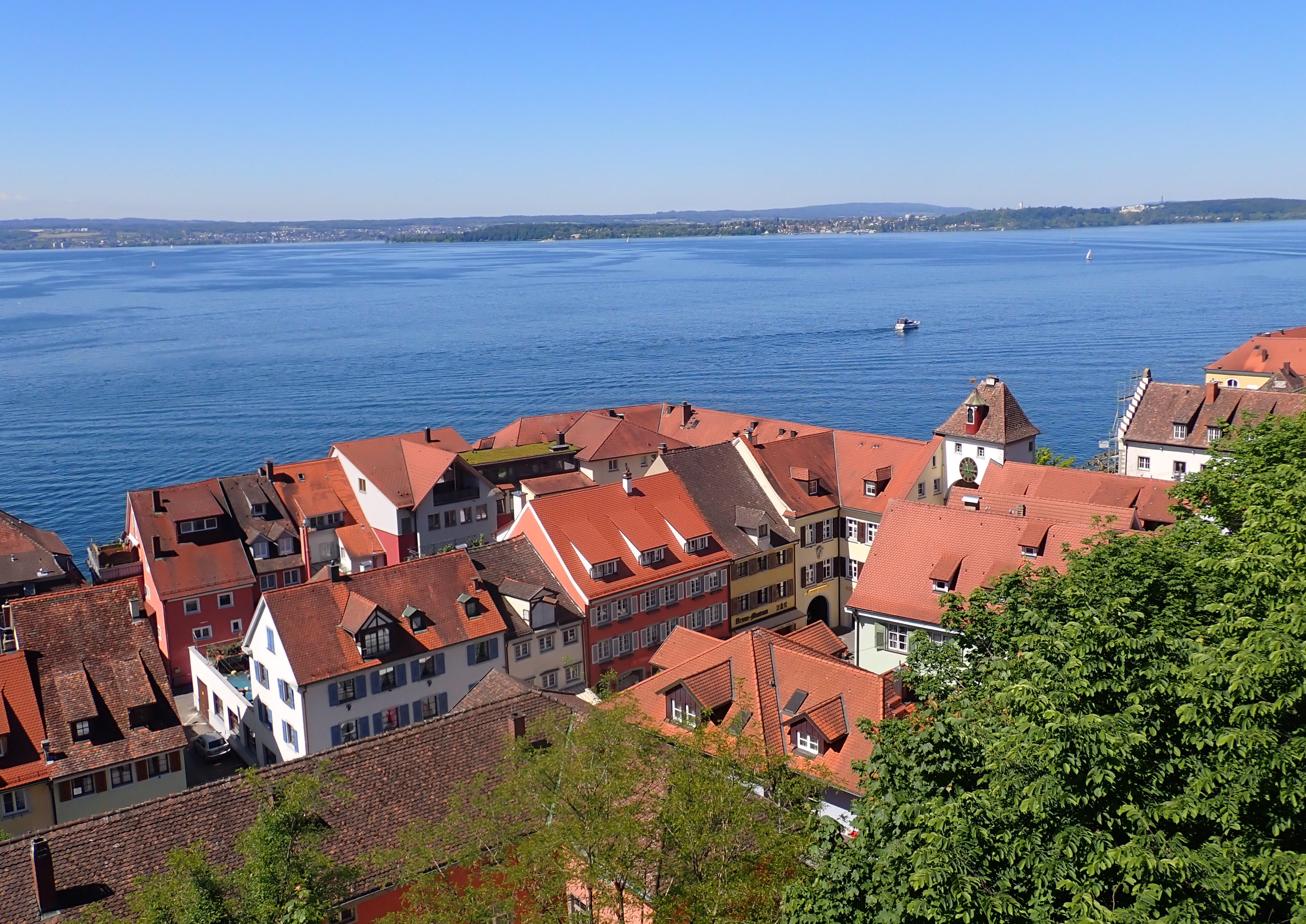
Meersburg von der Terrasse der Burg aus gesehen

Der Fremdenverkehr als Einnahmequelle kam Ende des 19. Jahrhunderts hinzu als Folge der Gründerzeit und der verkehrstechnischen Erschließung des Bodenseeraumes durch Bahn und Dampfschiffe. Nach dem Ende des Ersten Weltkriegs nahm der Fremdenverkehr weiter zu. Ab 1919 entwickelte der Meersburger Bürgermeister Karl Moll ein Fremdenverkehrskonzept, das Meersburg zu einer neuen Infrastruktur verhalf und die Altstadt touristenfreundlich machte.
Bereits 1870 war die Seepromenade ausgebaut worden, 1921 wurde die Altstadt elektrifiziert, 1926 das Seepumpwerk in Betrieb genommen, 1926/27 die Stadt kanalisiert und asphaltiert, 1929 Meersburg als Hafen für die Autofähre nach Konstanz provisorisch in Betrieb genommen und 1933/34 das Strandbad gebaut und eröffnet.
Georg Elser, der 1939 ein Attentat auf Adolf Hitler ausführte, arbeitete von 1930 bis 1932 in Meersburg in der Nachfolgefirma der in Konkurs gegangenen Konstanzer Uhrenfabrik für den Uhrenfabrikanten Rothmund. Nach dem Konkurs von Rothmund musste Elser seine Wohnung in Konstanz aus finanziellen Gründen aufgeben. Er fand eine Unterkunft in Meersburg Am Stadtgraben und arbeitete (z. B. Uhrenreparaturen, Schreinerarbeiten) gegen Kost und Logis.

### Zeit des Nationalsozialismus
Erst 1937 wurde das angeborene sowie das erkaufte „Bürgerrecht“, das zum Wählen berechtigte, abgeschafft. Auch in Meersburg wurde der Alltag durch nationalsozialistische Organisationen (zum Beispiel Nationalsozialistische Deutsche Arbeiterpartei, Hitlerjugend, Bund Deutscher Mädel, NS-Frauenschaft) beeinflusst und überwacht. Kriegsgefangene polnische Zwangsarbeiter waren bis 1941 im Reithof der Domäne untergebracht. Zeitzeugen haben von einem Kriegsgefangenenlager in den Baracken im Sommertal berichtet, wo nach Kriegsende Flüchtlinge untergebracht wurden. In Meersburg herrschte während des Zweiten Weltkriegs immer Wohnungs- und Lebensmittelknappheit, weil eine Reichsfinanzschule eingerichtet wurde, die Rüstungsfabrik Kälte in der Hämmerlefabrik einzog sowie Zwangseinquartierungen für Wehrmacht, Kinderlandverschickung, Ausgebombte und Evakuierte vorgenommen wurden. Gegen Ende des Krieges versuchten mit dem Zurückweichen der deutschen Truppen Firmen, Wehrmachtsstellen und Behörden in Meersburg unterzukommen. Ab Mitte April 1945 wurde der Schiffsverkehr, am 26. April 1945 der Fährbetrieb zwischen Meersburg und Konstanz-Staad eingestellt (Näheres hier). Meersburg wurde mit Panzersperren verbarrikadiert. Die am 29. April 1945 anrückenden Panzer der Franzosen wurden beschossen. Nur weil die Franzosen die Barrikaden über einen Waldweg (Gehautobel, Hirtlehöhe) umgehen konnten, blieb Meersburg vor der Zerstörung bewahrt.

### Meersburg im Land Baden-Württemberg
Von 1972 bis 1978 wurde Meersburg an eine Gemeinschaftskläranlage angeschlossen, in der zweiten Hälfte des 20. Jahrhunderts wurden Umgehungsstraßen (Töbelestraße, B 31-Ortsumgehung) und Großparkplätze angelegt, die Altstadt unter Denkmalschutz gestellt und saniert, die Infrastruktur verbessert (Kindergarten, Schule, Seglerhafen, Therme) und die kulturelle Ausstrahlung verstärkt (Kulturamt, Knabenmusik, Städtische Galerie, Droste-Preis, internationale Konzerte). Meersburg ist heute beliebtes Ausflugsziel.

### Eingemeindungen
Am 1. Februar 1972 wurde die Gemeinde Baitenhausen in die Stadt Meersburg eingemeindet. Bis zur Bildung des Bodenseekreises am 1. Januar 1973 gehörte Meersburg zum Landkreis Überlingen.

### Bevölkerungsentwicklung
- 1810 betrug die Einwohnerzahl 1303 Seelen in 230 Häusern. Sie sind aufgeführt in den Salzlisten.[35]
- Ende der 1920er Jahre betrug die Bevölkerungszahl 1866 Einwohner.[36]
- Meersburg hatte im Dezember 1931 2032 Einwohner.[37]
- Meersburg blieb im Zweiten Weltkrieg unzerstört. Die Bevölkerungszahl wurde aber durch die 110 gefallenen und 53 vermissten Einwohner und durch den Zuzug von Flüchtlingen beeinflusst.[38]
- In der zweiten Hälfte des 20. Jahrhunderts verdoppelte sich die Zahl der Einwohner von 2600 im Jahr 1950 auf 5500 Einwohner im Jahr 2006.[27]
- 2017 betrug die Einwohnerzahl 5850[39]
- 2019 überschritt die Einwohnerzahl erstmals die 6000.[40]

## Religion

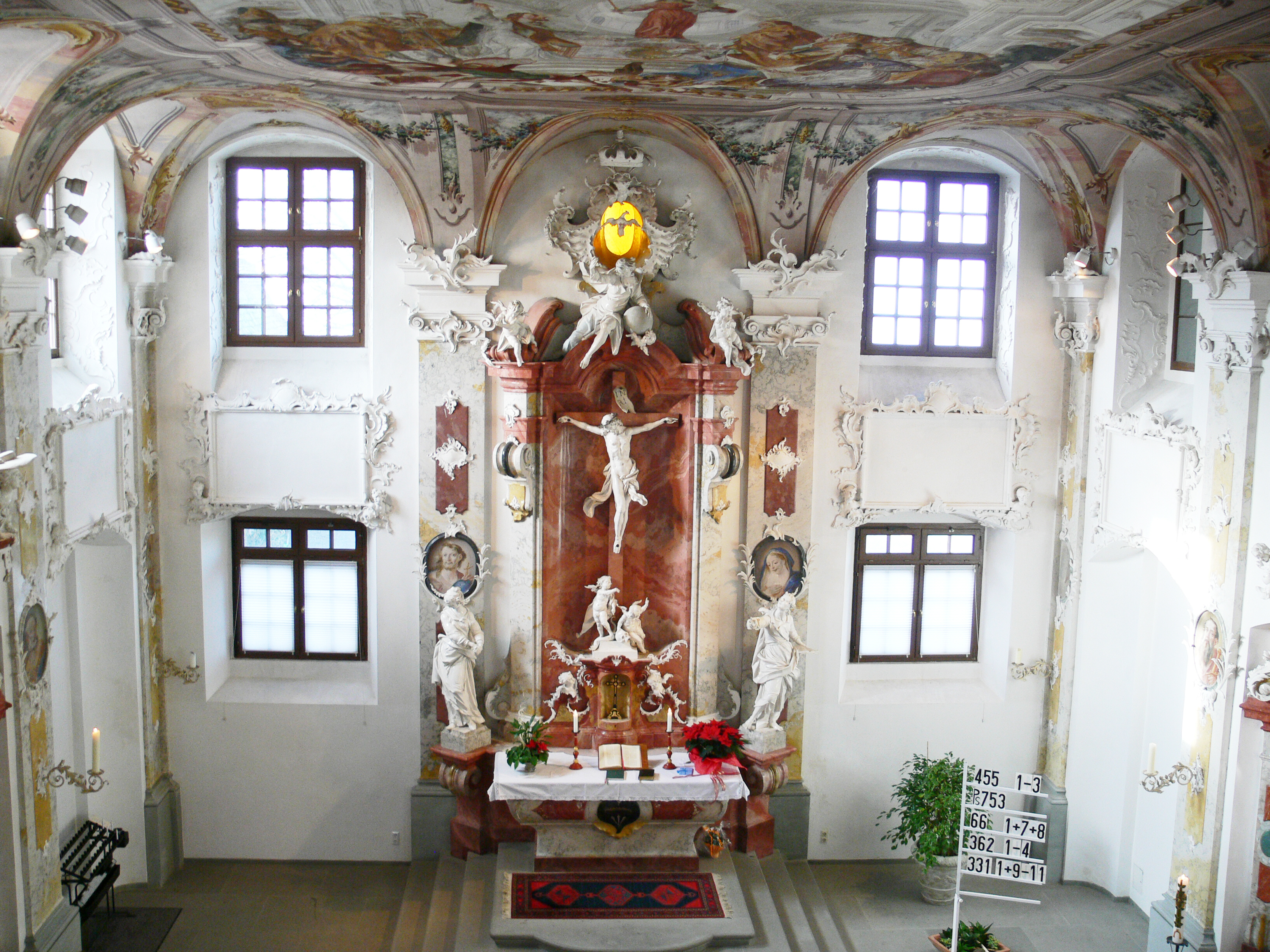
Altar der Evangelischen Schlosskapelle im Neuen Schloss

Meersburg war seit 1551 nicht nur Verwaltungssitz des (weltlichen) Hochstifts Konstanz, sondern bis zur Teilung in die Diözesen Freiburg und Rottenburg 1827 auch des geistlichen Bistums Konstanz. War Meersburg also auch nach der Reformation zunächst katholisch, so finden sich heute auch andere Konfessionen am Ort.
Meersburg ist Sitz des Dekanats Linzgau des römisch-katholischen Erzbistums Freiburg. Neben einer römisch-katholischen Gemeinde gibt es am Ort auch eine evangelische und eine neuapostolische Gemeinde sowie die Zeugen Jehovas.
Die katholische Stadtkirche befindet sich am höchsten Punkt der Oberstadt. An der Stelle ihres Turms befand sich früher ein Turm der Stadtbefestigung. Die Pfarrkirche selber wurde von 1827 bis 1829 erbaut. Eine Steintafel rechts beim Eingang innerhalb der Kirche dokumentiert, dass folgende Fürstbischöfe und Landesherren des Hochstifts Konstanz nach Umbettung im Gruftgewölbe beigesetzt sind: Christoph Metzler von Andelberg († 11. September 1561), Kardinal Franz Conrad von Rodt (* 10. März 1706; † 16. Oktober 1775), Maximilian Christoph von Rodt (* 10. Dezember 1717; † 17. Januar 1800) sowie Johann Georg von Hallwyl und Hugo von Hohenlandenberg.
Die barocke Schlosskapelle befindet sich (vom Schlossplatz aus gesehen) im linken Teil des Neuen Schlosses und ist nur vom Schlossplatz her durch eine Holzpforte zugänglich. Sie dient seit 1864 als evangelische Stadtpfarrkirche. Sie wurde unter Fürstbischof Damian Hugo Graf von Schönborn (Regierungszeit von 1740 bis 1743) errichtet. Der Altar ist von Joseph Anton Feuchtmayer, das Deckenfresko von Gottfried Bernhard Götz. Interessant ist die „Fürstenloge“, von der der Fürstbischof den Gottesdienst verfolgen konnte, ohne das Neue Schloss zu verlassen. In der anfänglichen Planung war der Gebäudeteil als Pferdestall vorgesehen, wurde dann aber für den Bischof und den Hofstaat umgebaut. Der Pferdestall wurde weiter in östlicher Richtung mit dem Reithof gebaut. Feuchtmayer lieferte 1741 die Präsentationsentwürfe für Hochaltar und Ostwand, die von Damian Hugo Philipp von Schönborn-Buchheim und seinem Architekten Balthasar Neumann in 16 Punkten detailliert geändert wurden. Die Architektur geht auf Balthasar Neumann zurück.

## Politik

### Verwaltungsverband
Meersburg hat sich mit den Gemeinden Daisendorf, Hagnau, Stetten und Uhldingen-Mühlhofen zu einem Gemeindeverwaltungsverband zusammengeschlossen und ist Sitz dieses Verbandes.

### Gemeinderat
Der Gemeinderat wird in unechter Teilortswahl mit den Wohnbezirken Meersburg (17 Sitze) und Baitenhausen (1 Sitz) gewählt (ggf. mit Ausgleichssitzen). In ihm stellt die CDU in den letzten Jahrzehnten die größte Fraktion, hat jedoch keine absolute Mehrheit. Die Kommunalwahlen seit 1994 ergaben folgende Sitzverteilungen:
| Partei / Liste  | 1994          | 1994   | 1999          | 1999   | 2004          | 2004   | 2009          | 2009   | 2014          | 2014   | 2019          | 2019   | 2024          | 2024   |
| --------------- | ------------- | ------ | ------------- | ------ | ------------- | ------ | ------------- | ------ | ------------- | ------ | ------------- | ------ | ------------- | ------ |
| Partei / Liste  | Stimmenanteil | Sitze  | Stimmenanteil | Sitze  | Stimmenanteil | Sitze  | Stimmenanteil | Sitze  | Stimmenanteil | Sitze  | Stimmenanteil | Sitze  | Stimmenanteil | Sitze  |
| CDU             | 31,2 %        | 6      | 41,0 %        | 9      | 38,1 %        | 8      | 34,8 %        | 8      | 33,9 %        | 7      | 28,7 %        | 5      | 26,0 %        | 5      |
| FWV             | 24,5 %        | 4      | 15,2 %        | 3      | 15,4 %        | 3      | 17,7 %        | 4      | 20,2 %        | 4      | 15,8 %        | 3      | 19,5 %        | 4      |
| SPD             | 21,5 %        | 4      | 15,0 %        | 3      | 12,3 %        | 2      | 9,7 %         | 2      | 11,7 %        | 2      | 11,5 %        | 2      | 14,2 %        | 3      |
| UMBO*           | 17,9 %        | 3      | 18,0 %        | 3      | 17,5 %        | 3      | 17,3 %        | 3      | 16,5 %        | 3      | 14,5 %        | 3      | 17,3 %        | 3      |
| Die Grünen      |               |        | 6,5 %         | 1      | 6,6 %         | 1      | 7,1 %         | 1      | 7,0 %         | 1      | 14,1 %        | 2      | 10,9 %        | 2      |
| Umweltgruppe    |               |        |               |        | 6,7 %         | 1      | 8,7 %         | 2      | 8,3 %         | 2      | 10,0 %        | 2      | 8,3 %         | 1      |
| FDP             |               |        |               |        | 3,3 %         | 0      | 4,6 %         | 1      | 2,5 %         | 0      | 5,4 %         | 1      | 3,8 %         | 1      |
| Wahlbeteiligung | 69,0 %        | 69,0 % | 55,4 %        | 55,4 % | 57,3 %        | 57,3 % | 53,5 %        | 53,5 % | 55,4 %        | 55,4 % | 63,0 %        | 63,0 % | 58,7 %        | 58,7 % |

*Unabhängige Meersburger Bürgerliste

### Bürgermeister
- 1452–1458: Simon Weinzürn[49]
- 1919–1936: Karl Moll
- 1936–1937: Kommissarischer Bürgermeister Max Bürkle
- 1937–1945: Fritz Vogt
  - 1939–1942: Stellvertreter Kurt Krauth
  - 1942–1943: Stellvertreter Max Bürkle
  - 1943–1945: Stellvertreter Kurt Krauth
  - Ende April 1945: Stellvertreter Karl Obser[50]
- 1945–1946: Bruno Helmle
- 1946–1948: Otto Ehinger
- 1948–1958: Hans Netscher
- 1958–1968: Franz Gern
- 1969–1980: Horst Eickmeyer
- 1981–1997: Rudolf Landwehr (CDU)
- 1997–2005: Heinz Tausendfreund (CDU)
- 2005–2009: Sabine Becker (CDU)
- 2009–2017: Martin Brütsch (parteilos)
- seit 1. April 2017: Robert Scherer (parteilos)

Für die Zeit ab 1919 sind die Bürgermeister der Stadt Meersburg dokumentiert. Karl Moll modernisierte die Infrastruktur von Meersburg (Elektrizität, Wasserversorgung, Entwässerung und Straßenbau) und machte Meersburg zur Touristenstadt. Friedrich Vogt war ab 1939 zur Wehrmacht eingezogen worden.
Im zweiten Wahlgang der Bürgermeisterwahl am 28. November 2004 wurde Sabine Becker mit absoluter Mehrheit (56 %) zur Bürgermeisterin gewählt. Sie war die erste Bürgermeisterin im Bodenseekreis und ab dem 1. Februar 2005 bis 2009 im Amt. Nachdem Sabine Becker im Herbst 2008 zur Oberbürgermeisterin von Überlingen gewählt worden war, musste in Meersburg nach knapp vier Jahren ein neuer Bürgermeister gewählt werden.
Im zweiten Wahlgang der Bürgermeisterwahl am 1. Februar 2009 wurde mit relativer Mehrheit und 35,36 Prozent der Stimmen Martin Brütsch (parteilos) gewählt.
Bei der Bürgermeisterwahl am 22. Januar 2017 wurde Robert Scherer im ersten Wahlgang mit 70,2 Prozent der Stimmen zum neuen Bürgermeister gewählt. Der bisherige Amtsinhaber Martin Brütsch unterlag mit 22,8 %. Scherer trat sein Amt am 1. April 2017 an. Am 19. Januar 2025 wurde er mit 87,7 Prozent der Stimmen für eine zweite Amtszeit wiedergewählt.

### Wappen
| Wappen der Stadt Meersburg | Blasonierung: „In Gold (Gelb) über blauem Wellenschildfuß eine gemauerte rote Burg mit Zinnenturm über dem geöffneten Tor und beiderseitigem Pultdach.“ |
| Wappen der Stadt Meersburg | Wappenbegründung: Das redende Wappen stellt die Namensbestandteile Meer und Burg dar. Es zeigt die Burg der Bischöfe von Konstanz über den Wellen des Bodensees, der auch als das „Schwäbische Meer“ bezeichnet wird. In Stadtsiegeln ist die Burg seit 1346 belegt. Sie steht vielfach auf einer Art Wulst, der wohl den See andeuten soll. Im Siegel von 1898 erhebt sich die Burg über einem schmalen Wellenband. Einzelheiten des Schildbildes, insbesondere die Gestaltung der Burg, haben im Laufe der Zeit immer wieder Änderungen erfahren. Seit dem 16. Jahrhundert treten in Wappendarstellungen zeitweilig auch Schildhalter in Gestalt eines Wilden Mannes (Wassergott?) und einer Wilden Frau (Nymphe?) auf. |

### Partner- und Patenschaften
Städtepartnerschaften bestehen mit
- Hohnstein in Sachsen – seit 1991

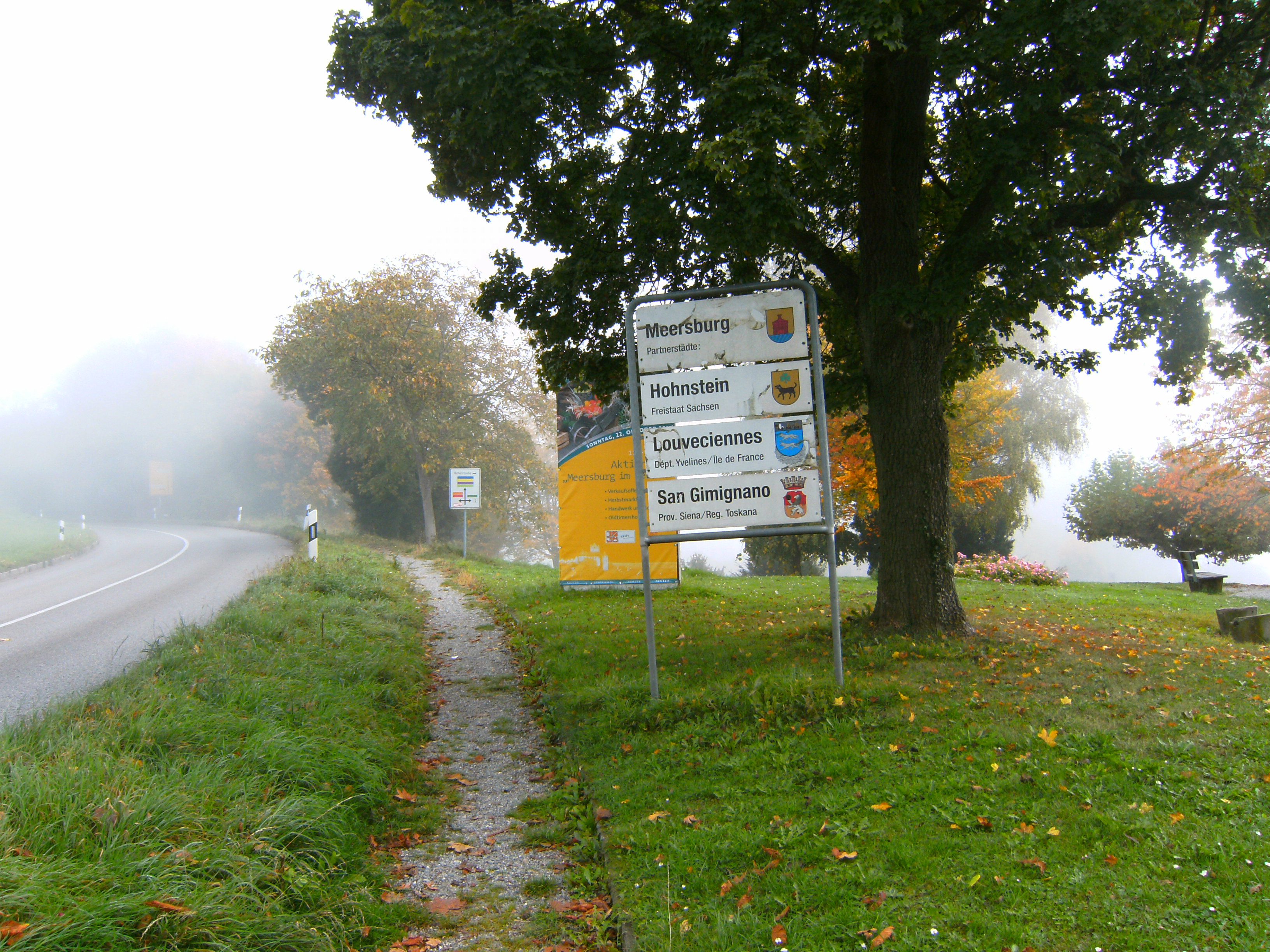
Bundesstraße 33, Dr.-Moll-Platz: Schild mit den Partnerstädten

- Louveciennes in der Region Île-de-France in Frankreich – seit 1991
- San Gimignano in der Toskana in Italien – seit 2002. Der Fanfarenzug Meersburg e. V. tritt jährlich beim Mittelalterfest in San Gimignano auf der Piazza Duomo auf und nimmt am Umzug teil.[57]

Außerdem hat Meersburg die Patenschaft für den Versorger Meersburg (Schiffs-Nr. A 1418) der Bundesmarine und den Lufthansajet Meersburg (Nr. D-ACHB) übernommen.

## Wirtschaft

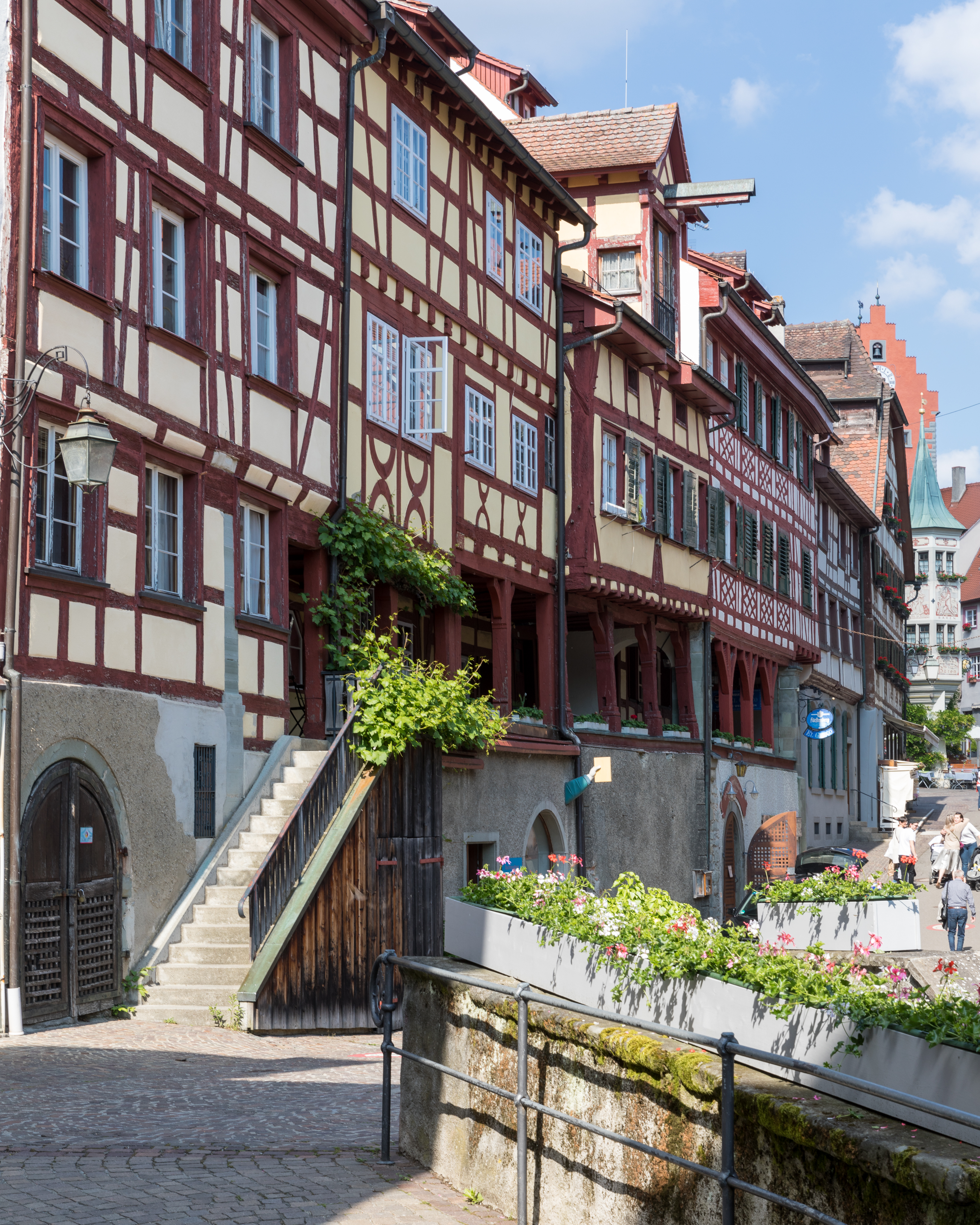
Fachwerkhäuser an der Steigstraße

Meersburg hat Bedeutung als Weinbau- und Tourismusort. Der sonnige Hang ist durch seine Ausrichtung nach Süden und durch das milde Bodenseeklima für den Weinbau geradezu prädestiniert. Es gibt 20 Kleinbrenner (Stand: Dezember 2011).

### Tourismus

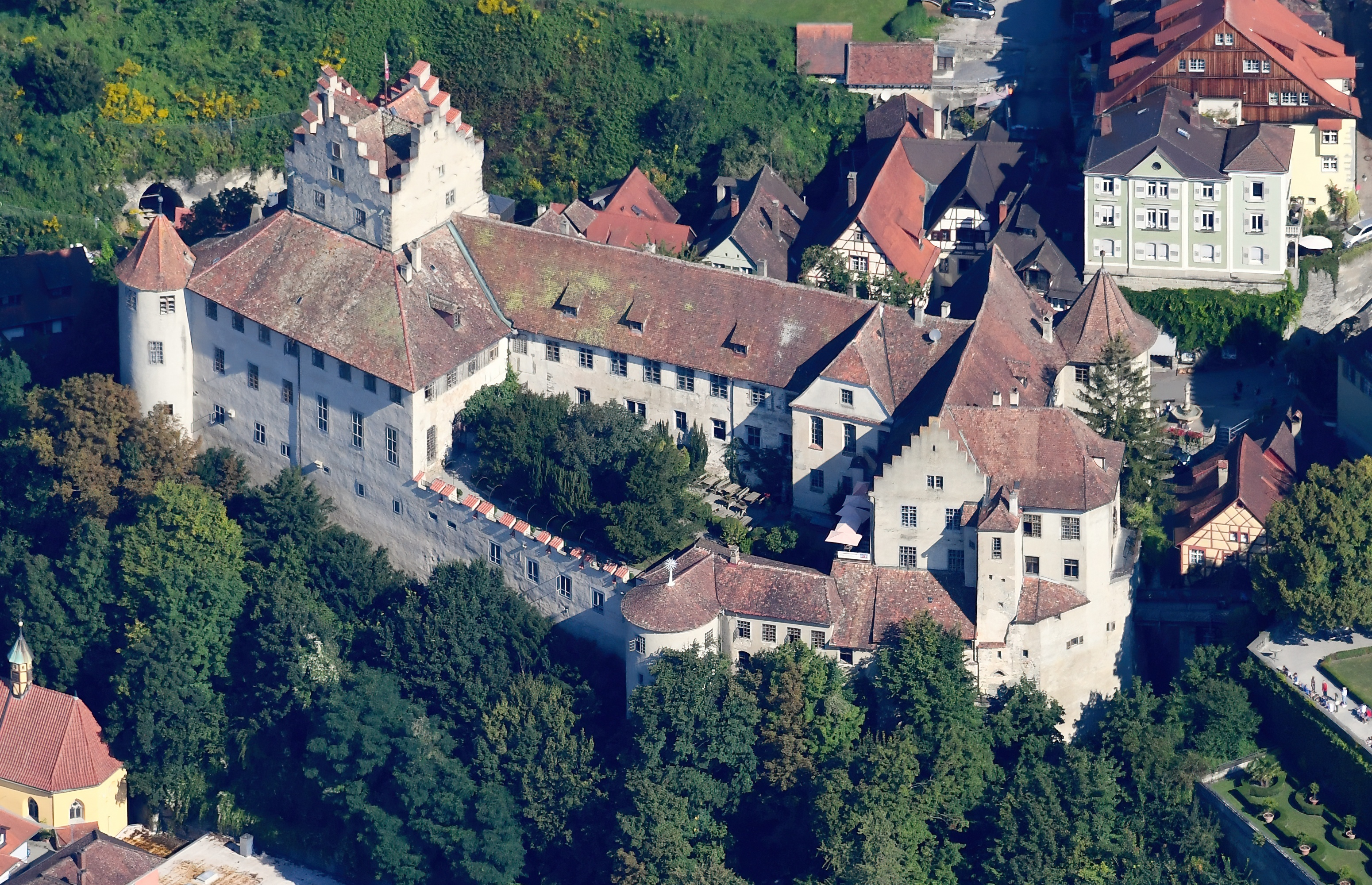
Burg Meersburg aus der Luft

Durch die günstige Erreichbarkeit per Schiff und Pkw und durch die besonders idyllische Lage zieht Meersburg mit seinen teilweise überregional bekannten Restaurants und Weinstuben in der Urlaubssaison ungefähr eine Million Tagesausflügler an. Den 250.000 Übernachtungsgästen pro Saison stehen zahlreiche Hotels, Pensionen, Gasthöfe, Ferienwohnungen und Privatzimmer zur Verfügung. Meersburg besitzt das Prädikat „Erholungsort“.
Meersburg gehört zum alemannischen Sprachraum.

### Weinbau

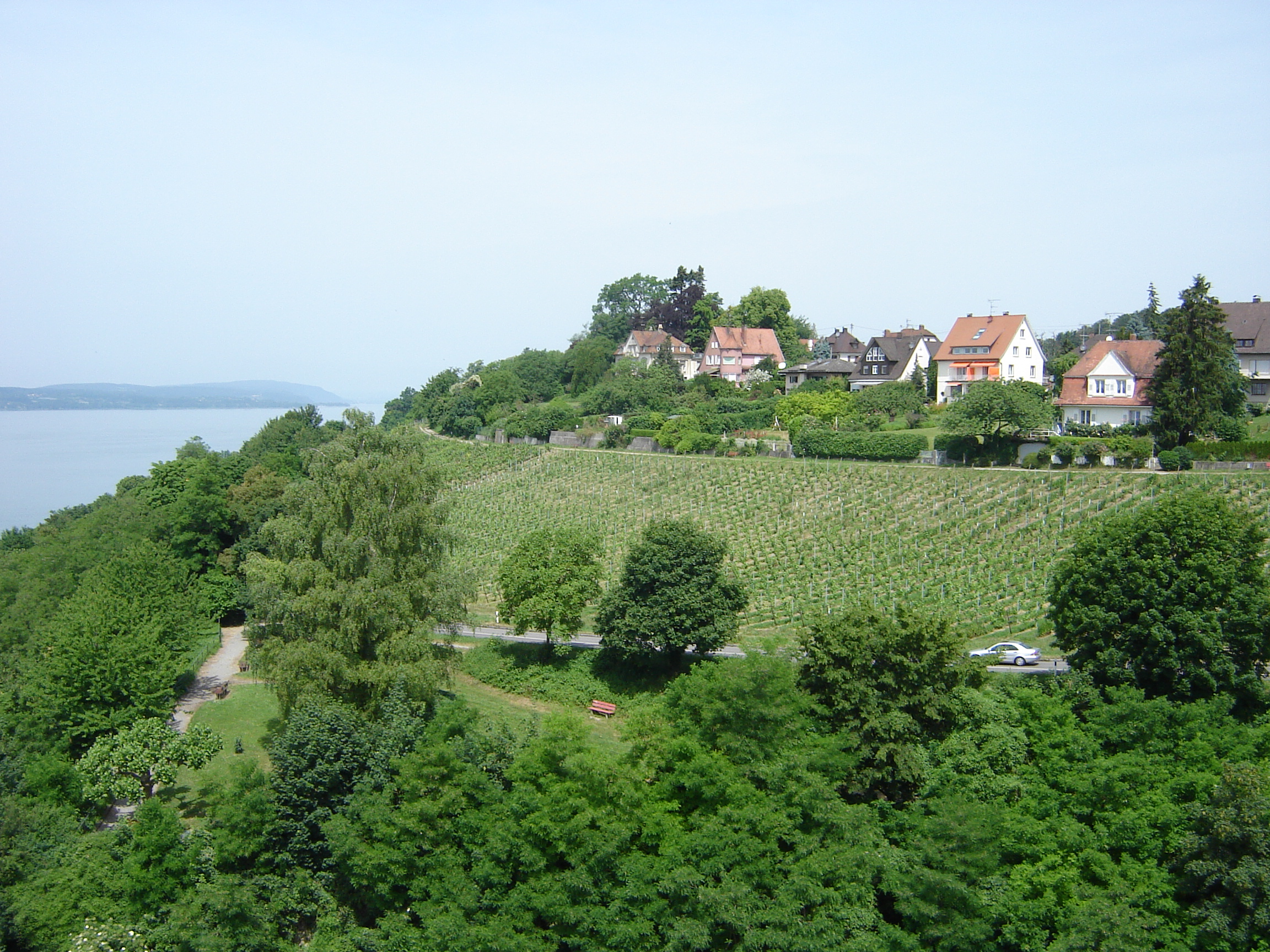
Weinberg, vom Alten Schloss aus gesehen.

Die Weinhänge Richtung Unteruhldingen und Hagnau sind vom Schiff und von der Fähre aus gut zu sehen. Dazu kommen Reblagen nördlich der Bundesstraße 33. Die Weinanbaufläche in den Gemarkungen Meersburg und Stetten umfasst ca. 120 Hektar und liefert etwa 1 Million Liter Wein. Die begrenzte Anbaufläche teilt sich auf mehrere Winzer auf. Die Betriebe werden sowohl genossenschaftlich (Winzerverein Meersburg, der 57 Hektar von der Stadt Meersburg gepachtet hat), als Stiftung (Spitalkellerei Konstanz), staatlich (Staatsweingut Meersburg), in markgräflicher und fürstlicher Tradition (Weingut Markgraf von Baden) als auch rein privatwirtschaftlich (Ergeten, Daisendorf, Riedetsweiler) geführt. Ein privater Winzer, das Weingut Aufricht, in Stetten (Bodenseekreis) am Höhenweg von Meersburg nach Hagnau, der auch in Meersburger Lagen anbaut, wurde vom renommierten Weinführer Gault Millau 2007 mit sehr guten drei Trauben ausgezeichnet.
Der Anbau in den Meersburger Lagen in 444 bis 500 Meter Höhe ist nur durch die Besonderheiten des Seeklimas möglich. Der Bodensee speichert die Wärme der Sonne, wirkt damit mildernd auf das Klima und sorgt für einen langen, milden Herbst. Hinzu sorgt die häufige Föhnwetterlage und die Reflexion der Sonne vom See auf die Uferhänge für gutes Weinbauklima.
Wichtige Rebsorten sind Müller-Thurgau und Spätburgunder, aus dem in Meersburg Rotwein (durch Vergärung von Saft, Fleisch und Haut der Beeren) sowie der goldgelbe bis bernsteinfarbene Weißherbst (Vergärung des Safts ohne Fleisch und Haut der Beeren) ausgebaut wird. Weitere Rebsorten sind Grauer Burgunder, der in der lieblichen Ausbaustufe Ruländer und in der trockenen Grauburgunder genannt wird. Rebsorten, die ein besonderes Bukett ergeben, sind der Traminer, Bacchus, Kerner und Sauvignon Blanc. Eine weitere wichtige Rebsorte ist auch der Weißburgunder.
Die bekannten Meersburger Einzel-Weinlagen befinden sich teilweise an extremen Steilhängen und heißen von West nach Ost: Chorherrnhalde, Fohrenberg, Rieschen, Jungfernstieg, Sängerhalde, Bengel, Haltnau, Lerchenberg. Allgemein gehört Meersburg zu der Großlage Sonnenufer. Weinbau in Meersburg ist seit 1324 urkundlich belegt. Die besonderen Weinlagen waren bis zur Säkularisation im Besitz der Fürstbischöfe von Konstanz.

## Infrastruktur

### Verkehr

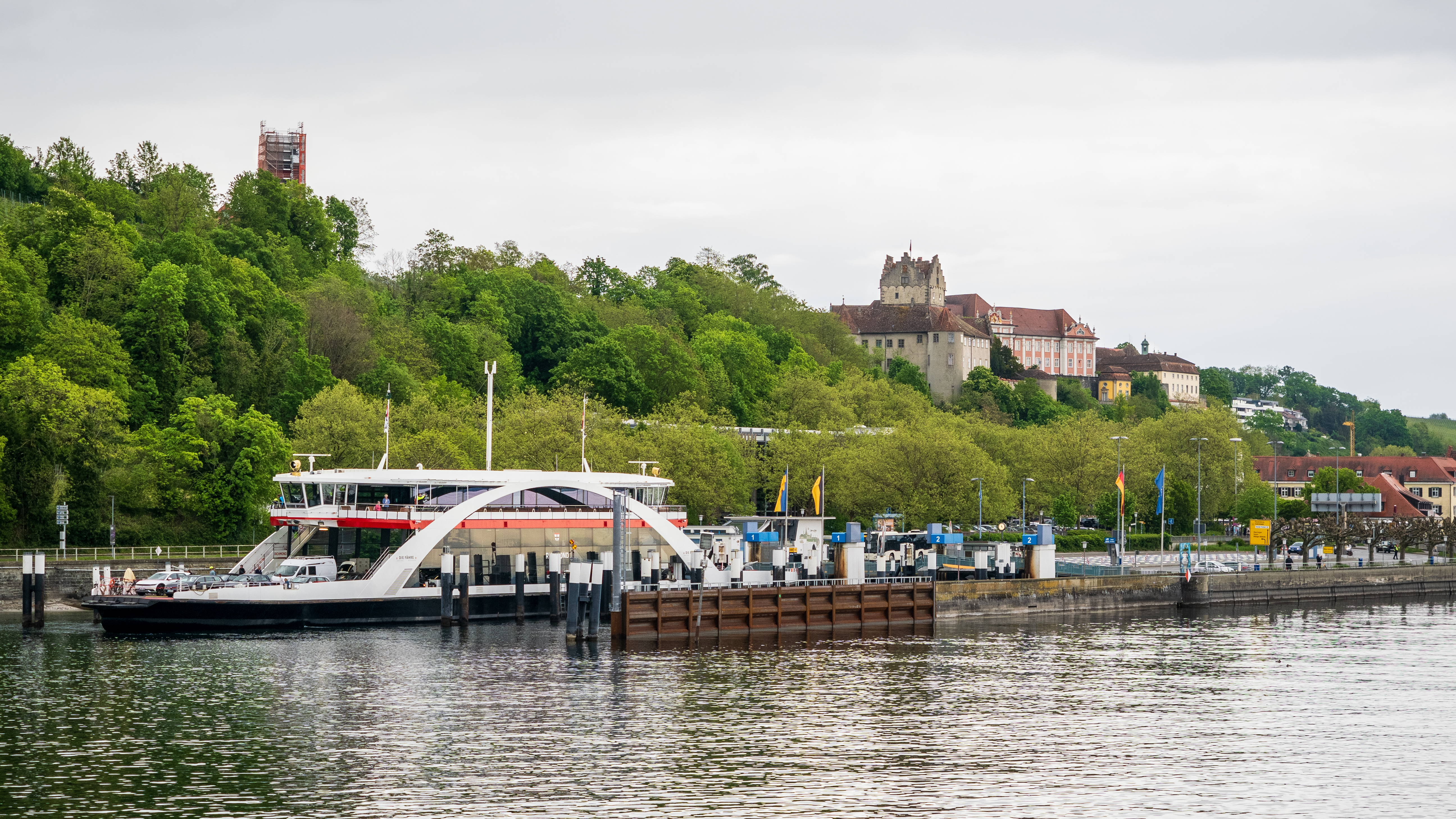
Anleger Meersburg der Autofähre nach Konstanz-Staad

- Die Stadt liegt an den Bundesstraßen 31 (Freiburg im Breisgau–Donaueschingen–Lindau) und 33 (Offenburg – Konstanz – Ravensburg). Die B 31 führt als Schnell-/Umgehungsstraße an Meersburg vorbei und bildet den Anschluss an die Bundesautobahnen A 98 bei Stockach bzw. zur A 81 am Kreuz Hegau sowie zur A 96 bei Lindau (ca. 50 km teilweise gut ausgebaute zweispurige Bundesstraße 31 mit einigen Ortsdurchfahrten).
- Die Stadt liegt an mehreren Ferienstraßen. Sie liegt am Schnitt- und Endpunkt der West- und der Südroute der Oberschwäbischen Barockstraße. Außerdem ist sie südlicher Endpunkt der Schwäbischen Dichterstraße, die in Bad Mergentheim beginnt, und der südlichsten der neun Routen der Deutschen Fachwerkstraße mit Start in Mosbach. Weiter liegt sie an der grenzüberschreitenden Grünen Straße/Route Verte, die in den Vogesen in Contrexéville beginnt, bei Breisach den Rhein überschreitet und in der Nordroute in Lindau endet.
- Zwischen Meersburg und Konstanz am gegenüberliegenden Bodenseeufer besteht eine wichtige Autofährverbindung, die Autofähre Konstanz–Meersburg. Sie verkehrt tagsüber alle 15 Minuten, bei Bedarf alle 10 Minuten, nachts stündlich. In der Hochsaison treten gelegentlich Wartezeiten auf.
- Die Schiffe der Bodensee-Schiffsbetriebe befördern Passagiere von Meersburg nach Konstanz, von Meersburg nach Überlingen und von Meersburg nach Lindau und Bregenz.
- Die Stadt ist durch Buslinien u. a. mit Friedrichshafen, Überlingen, Konstanz, Markdorf und Ravensburg verbunden und gehört dem Bodensee-Oberschwaben Verkehrsverbund (bodo) an.
- Die Altstadt von Meersburg ist Fußgängerzone. Unter- und die höher gelegene Oberstadt sind durch die Burgtreppe, Rieschentreppe und die steile Steigstraße miteinander verbunden. Autofahrer umfahren die Unter- und Oberstadt auf der B 33 (Serpentine), die den einzigen Zugang zur Fähre darstellt.
- Durch eine Alltagsroute aus dem Radnetz Baden-Württemberg[66] ist Meersburg über Unteruhldingen mit Überlingen und in der anderen Richtung über Hagnau und Immenstaad mit Friedrichshafen verbunden.
- Als direkt am See liegende Stadt ist Meersburg auch Station des Bodensee-Radwegs und des Bodensee-Rundwegs. Der Bodensee-Radweg ist auf der Nordseite des Sees auch ein Teil der D-Route 8 (Rhein-Route).[67]

### Bildungseinrichtungen
Die Sommertalschule ist eine Grund- und Hauptschule mit 24 Lehrern und 335 Schülern in 15 Klassen.
Das Droste-Hülshoff-Gymnasium ist ein staatliches Aufbaugymnasium mit angeschlossenem Internat. Im Gymnasium arbeiten 52 Lehrer; es wird von 629 Schülern in 18 Klassen besucht.
Die 1984 gegründete Jugendkunstschule Bodenseekreis mit Hauptsitz in Meersburg bereitet in einem einjährigen Vorstudium auf die weiterführende Kunstausbildung an Hochschulen vor.
Die Jugendmusikschule Meersburg bildet Kinder in mehreren Stufen ab dem Alter von 1½ bis 3 Jahren bis zum Instrumentalunterricht aus.

### Freizeit- und Sportanlagen
In Meersburg gibt es ein Freibad aus den 30er Jahren (seitdem modernisiert), eine Sporthalle, eine Tennisanlage mit fünf Plätzen, einen Skatepark, eine Minigolfanlage sowie zwei Fußballplätze. 2003 wurde die „Meersburg Therme“ eröffnet, mit Thermal-, Erlebnis- sowie Eltern-Kind-Bereich, Saunawelt und Wellnessangeboten.

### Sport
Meersburg verfügt über einen großen Sportverein. Der TuS Meersburg umfasst unter anderem die Sportdisziplinen Fußball, Turnen und Leichtathletik. Die Fußballabteilung spielt in der so genannten Sommertalarena, wo gegen Ende 2007 ein neuer Rasenplatz für ungefähr 120.000 Euro fertiggestellt wurde. Die Turner und Volleyballer sind in der Sommertalhalle heimisch, einer der modernsten Hallen im Bodenseekreis. Im Jahr 2004 war Meersburg der Veranstaltungsort des Ride to the Lake Urban Freeride Events.

## Kultur

### Musik
Knabenmusik, Stadtkapelle und Fanfarenzug vertreten Meersburg musikalisch.
Die Knabenmusik Meersburg wurde 1953 gegründet. Ihr gehören Jugendliche im Alter von ca. 11 bis 20 Jahren aus Meersburg und Umgebung an. Äußerlich fällt sie durch ihre barocke rot-weiße Tracht mit schwarzen dreieckigen Hüten auf. Ihr Repertoire hat sich seit der Gründung von volkstümlicher badischer Musik zum internationalen Repertoire sinfonischer Blasmusik entwickelt. Die Knabenkapelle tritt sowohl in Meersburg im Neuen Schloss als auch national und international auf Konzertreisen auf. Gründer war 1953 Hermann Schroer. Weitere Leiter waren Toni Haile (1957–1979), Werner Asmacher (1979–2001) sowie Szabolcs Galanthay (2001–2012) und Rainer Kropf (2012–2016). Seit 2016 leitet Christoph Maaß das Orchester.

### Museen

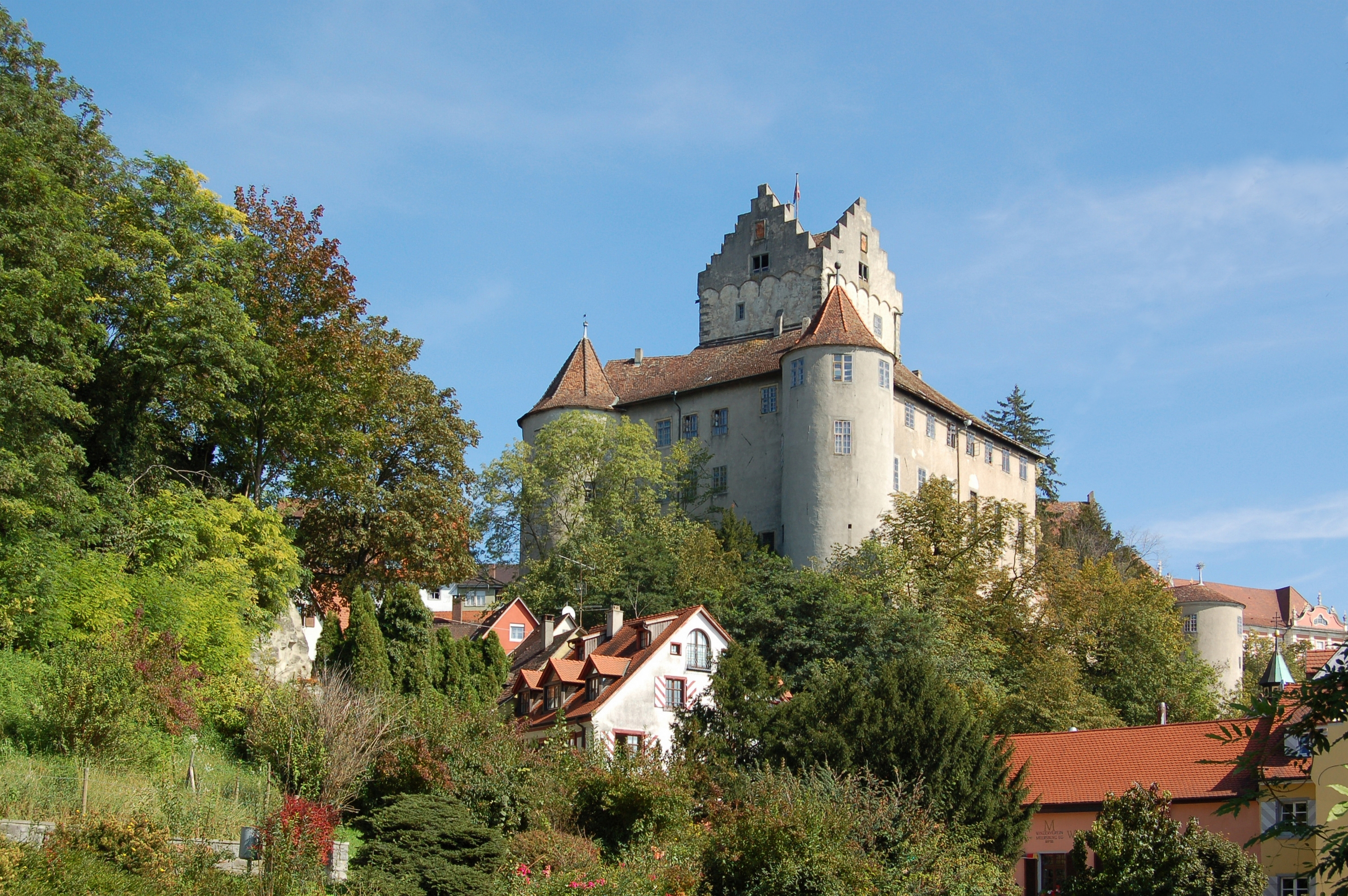
Die Meersburg

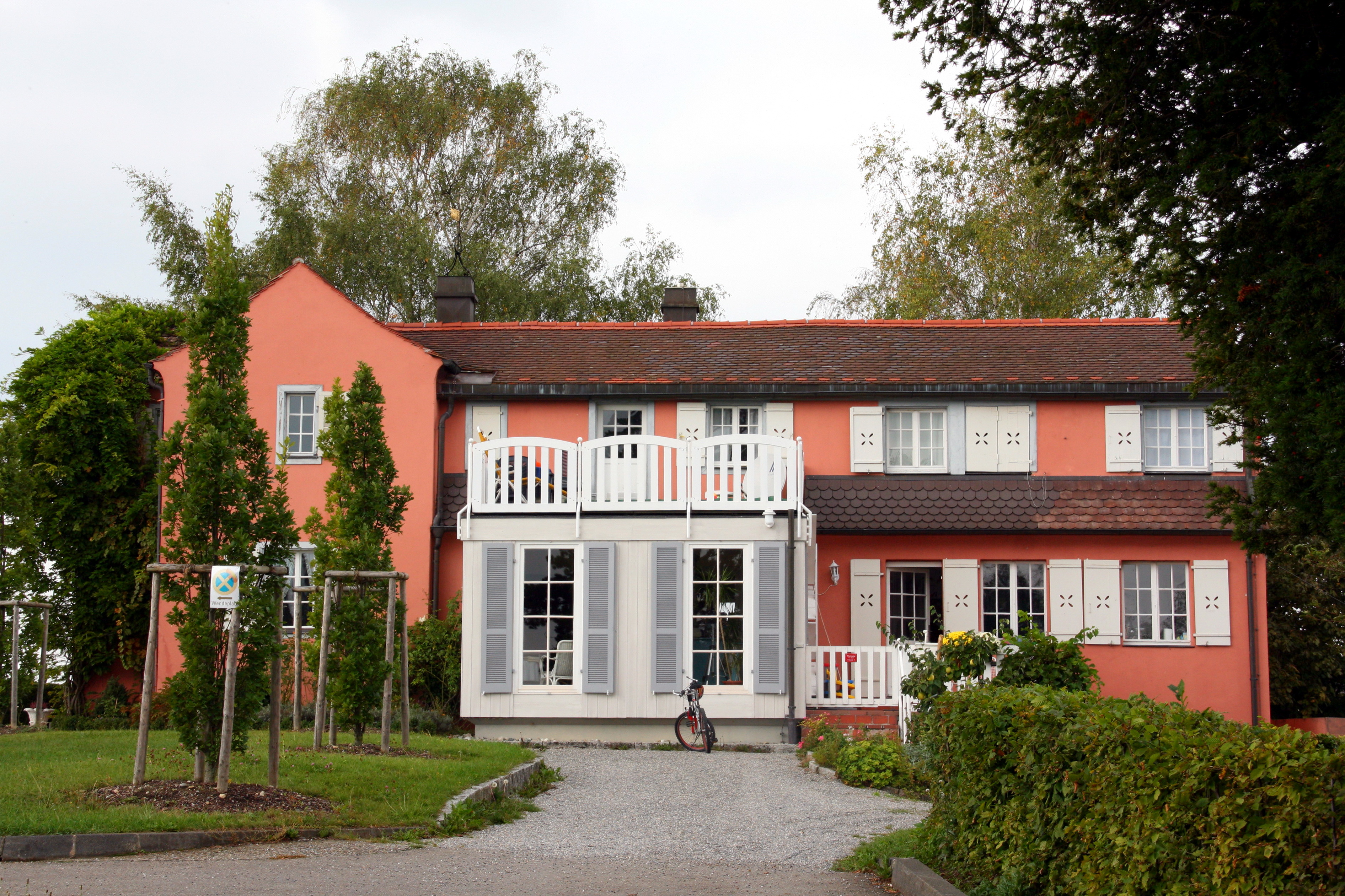
Das Haus der Annette von Droste-Hülshoff in Meersburg (Fürstenhäusle), das heute ein Droste-Museum beherbergt, aber nie dauerhaft von ihr bewohnt wurde

Die Museen befinden sich in der Oberstadt von Meersburg.
Das Zeppelin-Museum Meersburg an der Treppe zum Alten Schloss und das Zeppelin Museum in Friedrichshafen ergänzen sich. Die Meersburger Museumsstücke des Zeppelinmuseums wurden und werden in Privatinitiative zusammengestellt. Besonders werden Originalbauteile, Uniformen, Inventar und Modelle gezeigt. Insgesamt umfasst die Sammlung 15000 Exponate.
Im Burgmuseum (Alte Burg Meersburg) am Schlossplatz gibt es diverse Ausstellungsstücke aus dem Mittelalter zu sehen. Zudem sind auch das Arbeitszimmer und das Schlaf- und Sterbezimmer von Annette von Droste-Hülshoff zu besichtigen. Davon abgesehen ist auch ein Großteil der Burg begehbar, so kann man beispielsweise auch den Rittersaal, den Königssaal, die Waffenkammer, die Folterkammer und den Dagobertsturm besichtigen.
Im Neuen Schloss – es wurde 2011 umfangreich renoviert – können die Fürstbischöflichen Gemächer im 2. Stockwerk besichtigt werden. Die ursprüngliche Einrichtung hat sich nicht erhalten. Deshalb wurden sie in der Art barocker Audienz- und Privaträume nachträglich möbliert. In weiteren Räumen werden wechselnde Ausstellungen gezeigt, im Spiegelsaal Konzerte gegeben. Außerdem ist es möglich, Räume für Veranstaltungen anzumieten. Das Café besitzt einen Außenbereich auf der großen Terrasse in herrlicher Lage über dem Bodensee.
Das Bildteppichkunst-Atelier am Schlossplatz von Edith Müller-Ortloff und Nachfolge.
In der Vorburggasse 11 wurde in den 1950er Jahren vom Staatsweingut ein Weinbaumuseum eingerichtet. Dieses wurde 2015/2016 zum Vineum Bodensee erweitert und umgestaltet. Es befindet sich im Bau von 1680 des Heilig-Geist-Spitals in der Vorburggasse. Im Obergeschoss dieses Hauses starb 1815 der Arzt und Heiler Franz Anton Mesmer. Im Vineum Bodensee ist der Heilig-Geist-Torkel von 1607 ausgestellt. In einem Rundgang mit 15 Themenräumen über zwei Etagen werden der Weinanbau in Meersburg und in der Bodenseeregion, aber auch in anderen Teilen der Welt dargestellt. Im Erdgeschoss befindet sich auch ein Wein-Automat, der Bodenseeweine gegen Chipkarte in Probierschlucken ausschenkt. Der Saal im Dachgeschoss dient Veranstaltungen und Pressekonferenzen.
In der 1. Etage von Omas Kaufhaus am Marktplatz befindet sich ein Miniatur-Verkehrsmuseum mit Blechschiffen, Spielzeugeisenbahnen aus Blech und Papiermodellen von Gebäuden.
Im Stadtmuseum in der Kirchstraße sind Dokumentationen zu Franz Anton Mesmer, Hans Dieter (Bild der Meersburger Tracht), Fritz Mauthner (Schriftwechsel, Totenmaske und Fotos vom Glaserhäusle) und Karl Moll (Trachten, Fremdenverkehr) zu sehen.
Die Bibelgalerie in der Kirchstraße ist eine Erlebnisausstellung zur Welt der Bibel. Das Museum bietet durch Mitmachelemente einen erlebnisorientierten Zugang zur Entstehung und Überlieferung der Bibel. Ein begehbares Nomadenzelt, eine Wohnhausrekonstruktion aus der Zeit des Neuen Testaments, audiovisuelle Stationen zu biblischen Personen, eine bedienbare Gutenbergpresse und wertvolle historische Bibeldrucke gehören zu den Highlights. Gründungsdirektorin und aktuelle Leiterin ist Thea Groß.
Das Droste-Museum im Fürstenhäusle: liegt mitten in einem Rebberg oberhalb der Oberstadt und erinnert an Annette von Droste-Hülshoff, deren Eigentum es war.

### Regelmäßige Veranstaltungen
- Lesungen der Meersburger Autorenrunde in der Burg Meersburg (Altes Schloss).[79]
- Die Internationalen Schlosskonzerte werden mit wechselnden Werken und Solisten von März bis Dezember im Spiegelsaal des Neuen Schlosses aufgeführt.
- Alljährlich im Mai werden die Droste-Literaturtage veranstaltet und der Droste-Preis verliehen.
- Das Seenachtsfest lässt die Stadtkulisse durch Feuerwerk und Beleuchtung in anderem Licht erscheinen.
- Das Meersburger Jazz-Festival findet jährlich an einem Wochenende im Reithof statt.
- Beim Bodensee-Weinfest im September auf dem Schlossplatz und in der Vorburggasse haben die Besucher die Gelegenheit, die Weine der Winzer aus Meersburg und Umgebung (Kippenhausen, Immenstaad, Hagnau, Daisendorf, Bermatingen, Konstanz, Überlingen) zu vergleichen. Der Bürgermeister, die badische Weinkönigin, die Knabenmusik Meersburg und die Trachtengruppe Meersburg präsentieren sich zum Auftakt.

### Meersburger Brauchtum

#### Schwäbisch-alemannische Fasnet

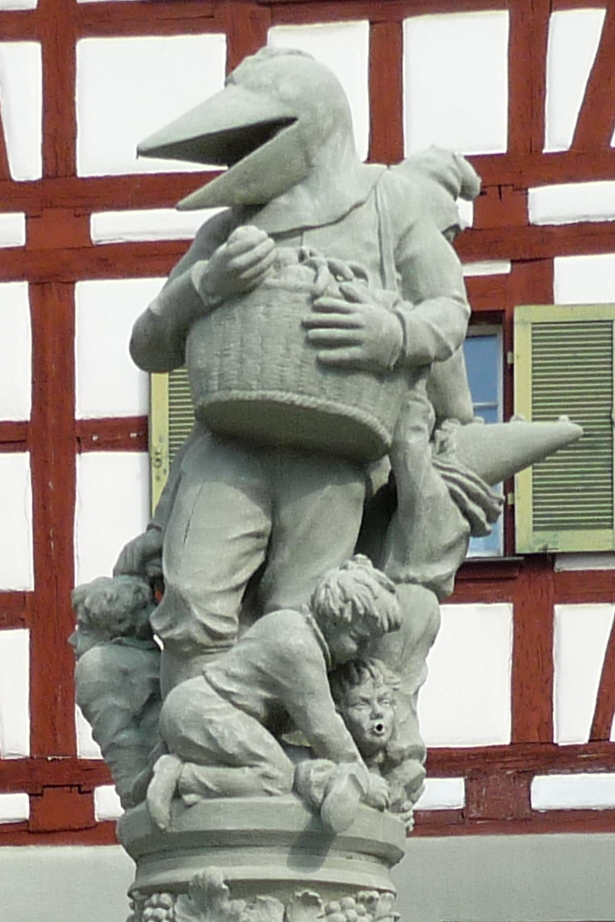
Darstellung auf dem Schnabelgiere-Brunnen von 1964

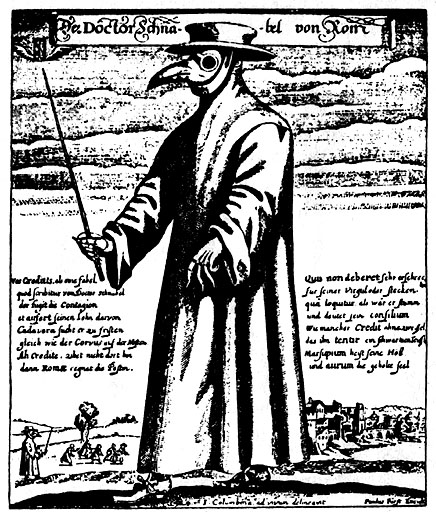
Pestarzt Dr. Schnabel in Rom

Die Meersburger Fasnacht wurde im 14. und 15. Jahrhundert in Urkunden erwähnt. Zwischen der Großen Konstanzer Narrengesellschaft Niederburg e. V. von 1884 und der Narrenzunft Schnabelgiere Meersburg e. V. besteht ein freundschaftlicher Austausch. Bei der Seegfrörne von 1963 wurde er mit einem Pokal besiegelt, der am 3. März 1963 von den Konstanzern über den zugefrorenen See nach Meersburg getragen wurde. Bei der nächsten Seegfrörne wird er wieder nach Konstanz gebracht.
Der Narrenruf ist „Ho Narro!“. Besondere Veranstaltungen sind:
- Narrebomm setzen: Am Sonntag vor Fastnachtssonntag wird ein etwa 30 Meter langer Nadelbaum (Narrenbaum) zunächst durch die Stadt gezogen und schließlich von Zimmerleuten durch Hebelkraft auf dem Marktplatz beim Rathaus aufgerichtet. Mutige Kinder versuchen den glatten Stamm zu erklimmen bis zu einem hoch oben hängenden grünen Kranz. Von diesem Kranz reißen sie einige der dort befestigten Lebensmittel ab, werfen sie in die Menge und behalten einige für sich. Dieser Brauch ist auf die 1920er Jahre zurückzuführen.[82]
- Katzemusik: Am frühen Morgen des Schmotzge Dunschtig zieht eine Schar Jugendlicher durch die Stadt und weckt die Bewohner durch dumpfe rhythmische Klopf-Geräusche, die durch das Aneinanderschlagen von Topfdeckeln und anderen Blechutensilien erzeugt werden. Dieser Brauch und der Hemdglonkerumzug wurden 1900 eingeführt.[83]
- Schnabelgiere-Umzug: Am Nachmittag des Schmotzge Dunschtig zieht der Schnabelgiere, eine als weißer Vogel mit rotem Schnabel verkleidete Person, durch die Stadt und teilt an die ihn umringenden Kinder Esswaren aus einem umgeschnallten Weidenkorb aus. Der Korb wird entlang der Route fortlaufend mit neuen Gaben bestückt. Die Kinder müssen „Schnabel-, Schnabel-, Giere“ rufen. Sie werden, falls sie zu leise rufen oder sich vordrängen, von zwei als Domino schwarz gekleideten und maskierten Helfern mit luftgefüllten Saublotern (Schweineblasen) an Stöcken geschlagen. Ab 1936 erhielt der Schnabelgiere nach einer Idee von Karl Moll/Willy Seilnacht ein weißes Gewand, in den Zeiten davor war er dunkel gekleidet. In der Winzergasse unterhalb der katholischen Stadtkirche befindet sich seit dem 2. Februar 1964 mit dem Schnabelgiere-Brunnen des Meersburger Künstlers Berti Brandes mit Schnabelgiere, Korb, Domino und Kindern eine würdigende Darstellung.[84][85]  Eine ähnlich gekleidete Figur wurde von Paul Fürst als Pestdoktor in seiner Schutzkleidung dokumentiert.[86] Die Figur der Meersburger Burghexe wurde 1995 von der Narrenzunft Schnabelgiere geschaffen.[87]
- Hemmedglonker-Umzug: Am Abend des Schmotzge Dunschtig führt ein Umzug von Meersburgern im weißen langen Nachthemd mit Fackeln durch die Stadt. Dieser Brauch wurde im Jahr 1900 vom damaligen Schüler und späteren Bürgermeister Karl Moll aus Konstanz mitgebracht. Zwei übergroße Hemdglonkerpuppen (Mädle fünf Meter groß und Bue sieben Meter hoch) werden mitgetragen. Zum Abschluss wird am Schnabelgiere-Brunnen in der Winzergasse vom Hemdglonkerkönig, einem Meersburger Abiturienten, gekennzeichnet durch Mollkopf (Moll als Schwellkopf), eine humorige Glonkerrede in alemannisch über die Begebenheiten des vergangenen Jahres in Meersburg gehalten.[88]
- Hänsele-Treiben: Beim Fasnet-Treiben (Fastnacht) sind diese Gestalten mit Ganzkörper-Anzügen aus schuppenförmigen Stoffstücken verkleidet und vermummt. Sie bewegen sich hüpfend und johlend in Gruppen. Das Kostüm stammt aus der Zeit um 1790 und wurde nach Zeiten des Verbietens und Vergessens dieser Vermummung 1951 wieder eingeführt. Zu den Hänsele gehört das Karbatschen-Schnellen, das Lärmerzeugen durch das Schwingen mit einem drei bis vier Meter langen Seil an einem Holzstiel, und die Holzpritsche zum geräuschvollen „Schlagen“ auf die Schulter.[89]

#### Meersburger Trachten
Frauen trugen früher (heute fast nur noch bei Brauchtumsveranstaltungen) Radhauben aus Stroh, mit Hutband, langes Kleid mit Mieder und Halstuch. Männer tragen Dreispitz, aber auch flachen Trachtenhut, Frack mit Weste, enge Hose.

#### Vereine

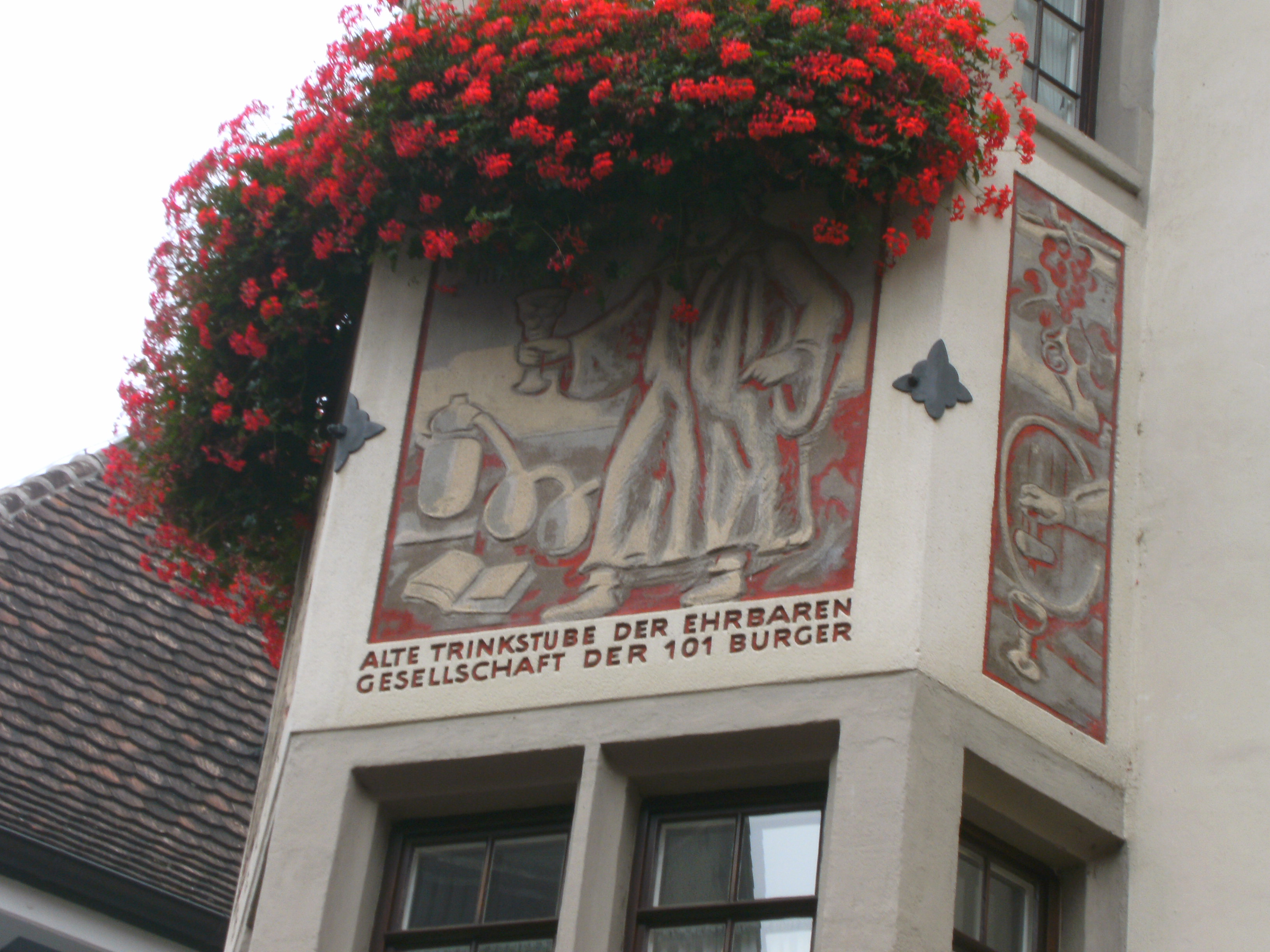
Gesellschaft der 101 Bürger in Meersburg: Trinkstube im Gasthof zum Bären

Straße in Meersburg um 1906

Die Gesellschaft der 101 Bürger ist eine Bürgergesellschaft aus der Tradition der St.-Anna-Bruderschaft, hat einhundert Mitglieder aus Meersburg und kümmert sich um soziale und kulturhistorische Belange. Die Stiftung hat eine Stubenordnung und geht auf den Arzt Caspar Miller zurück. Die Namen aller Gesellen werden seit 1605 jährlich in einem Mitgliedsbuch festgeschrieben. Der Oberpfleger wird für vier Jahre gewählt und kehrt danach wieder in den Kreis der Gesellen zurück. Die Gesellen sind zum Frieden untereinander verpflichtet. Die Hunderteiner treffen sich am Buß- und Bettag in der Pfarrkirche, am 27. Dezember (Johannes) und am Neujahrsabend im Rathaussaal sowie zu Begräbnissen von Mitgliedern. Die Trinkstube der 101er ist im Gasthof zum Bären. Ein Raum im Vineum Bodensee ist den Traditionen und Bräuchen der Gesellschaft der 101 Bürger gewidmet.
Die Trachtengruppe Meersburg pflegt die Meersburger Trachten mit ihren filigranen goldenen Hauben und präsentiert sie bei Festen. Die Trachtengruppe wurde 1927 vom damaligen Bürgermeister Karl Moll nach dem Vorbild 150-jähriger Trachten alteingesessener Meersburger Familien gegründet.
Die Narrenzunft Schnabelgiere Meersburg e. V. bildete sich 1950 und wurde 1952 als Verein eingetragen. Sie entstand aus dem Zusammenschluss des Narrenvereins aus dem 19. Jahrhundert und der Vereinigung der Hemdglonker von 1922. Ihre Mitglieder gestalten den Ablauf der Meersburger Fasnet.
Auch der Fanfarenzug Meersburg e. V. wahrt die Tradition der alemannischen Fasnet. Der Museumsverein Meersburg e. V. dokumentiert Meersburgs Vergangenheit.

### Meersburg als Filmkulisse
Meersburg war mit seinem Stadtbild bisher (Stand 2015) Kulisse von 36 Spiel- und 114 Dokumentationsfilmen.
- Im Herbst 1933 wurde der Film Elisabeth und der Narr, Originaltitel Elisabeth. Die weiße Schwester von St. Veith, in der Hauptrolle mit Hertha Thiele in der Regie von Thea von Harbou vor der Kulisse von Meersburg gedreht. Marktplatz, Schloss, Mühle, Bärenbrunnen, Kirchgasse (heute Winzergasse), Steigstraße und die Weinberge werden hier im Erhaltungszustand von 1933 gezeigt.[100]
- In den Jahren 1935 bis 1945 wurden sechs Filme gedreht. Darunter waren drei nationalsozialistisch geprägte Filme, die bis heute gesperrt sind.[100]
- 1949 wurde Manege frei (Au revoir, Monsieur Grock), eine Filmbiografie über den Schweizer Clown Grock, in Meersburg gedreht. Regie führte bei dieser deutsch-französischen Produktion Pierre Billon.[100]
- 1953 wurde der Kult-Heimatfilm Briefträger Müller mit Heinz Rühmann teilweise in Meersburg gedreht, mit der historischen Oberstadt als Kulisse.
- 1956 wurde Die Fischerin vom Bodensee mit Marianne Hold und Gerhard Riedmann in Meersburg gedreht und Trachtenhauben sowie historische Gebäude Meersburgs im Erhaltungszustand von 1956 dokumentiert.
- 1973 wurde der Kult-Musikfilm Alter Kahn und junge Liebe gedreht, in dem Roy Black und weitere Künstler vor Kulissen des Marktplatzes in Meersburg, des Obertors, der Häfen der Unterstadt sowie des Rheins heimatliche und besinnliche Lieder singen.
- 2003 wurden Teile des Films Schwabenkinder vor der ins Aussehen des 19. Jahrhunderts versetzten Kulisse der Meersburger Altstadt gedreht.[100]

### Gemälde von Meersburg

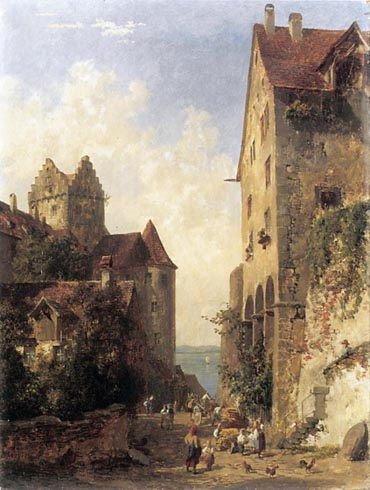
Karl Weysser: Blick in die Steigstraße, 1904

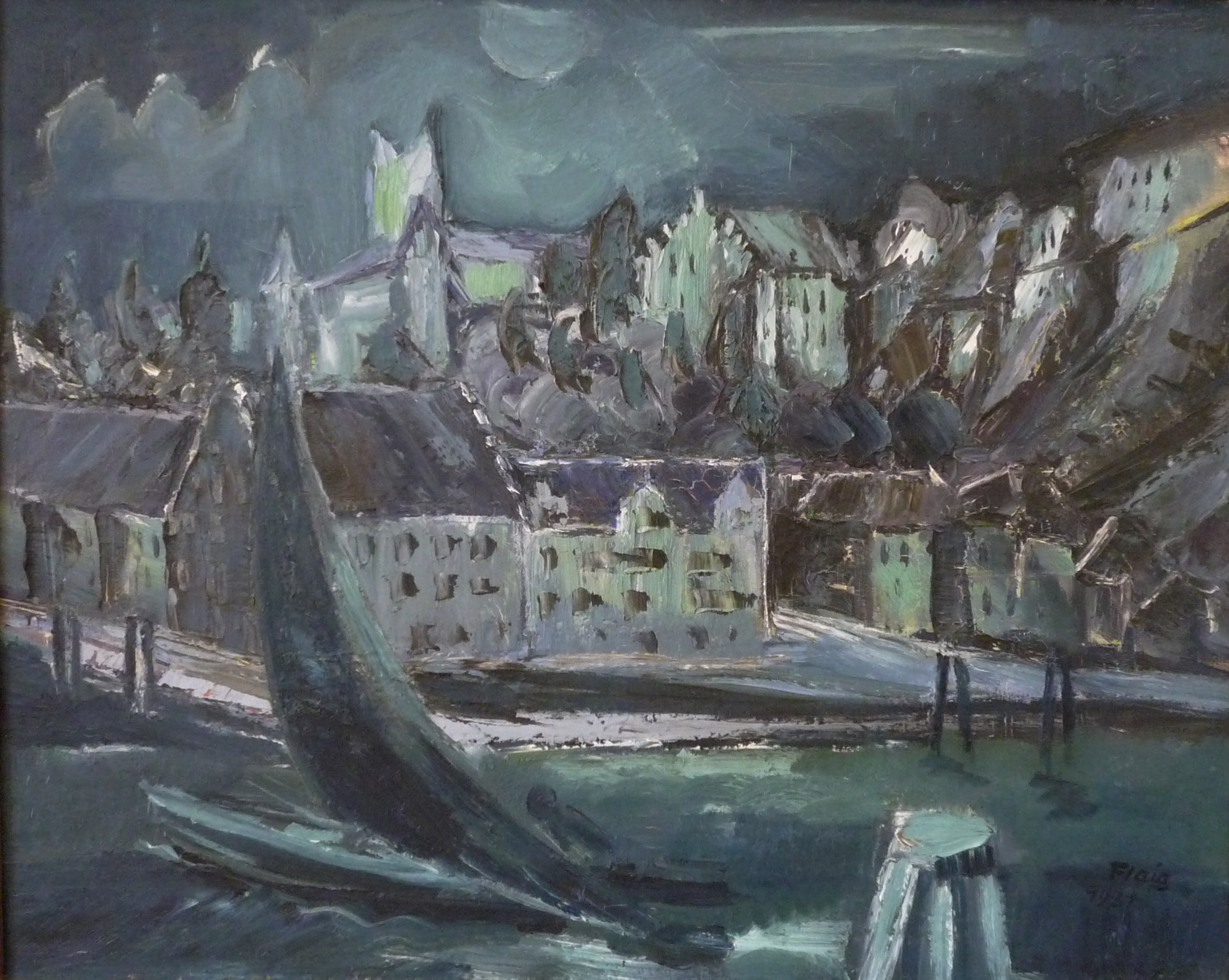
Waldemar Flaig: Mondnacht in Meersburg, 1931

Gemälde von Meersburg gibt es auch in auswärtigen Museen:
- Johann Martin Morat (1805–1867): Meersburg, zwischen 1825 und 1827. Augustinermuseum Freiburg. (Ansicht Unter- und Oberstadt vom See aus).
- Karl Weysser (1833–1904): Blick in die Steigstraße, 1904, Öl auf Leinwand, 49 × 37 cm.
- Hermann Stenner (1891–1914): Meersburg, 1914. Öl auf Leinwand, 120,5 × 105 cm. In: Kunsthalle Bielefeld. (Ansicht des Alten Schlosses vom Hafen aus).[101]
- Willy Seilnacht (1887–1962): Meersburg, Blick auf Grethaus und Burg.[102][103]
- Fritz Heinsheimer (1897–1958): Weinberge am Bodensee (I), 1927. Öl auf Leinwand, 60 × 70 cm. Kulturamt der Stadt Meersburg, davor Neues Schloss (Meersburg).[104]
- Waldemar Flaig (1892–1932): Mondnacht in Meersburg, 1931.
- Karl Hubbuch (1891–1979): Meersburg um 1935. In: Kunstsammlung des Zeppelin Museum Friedrichshafen. (Hafen mit einfacher Mole in Quadersteinen).
- Wolf Röhricht (1886–1953): Meersburg, 1950. In: Sammlung Joseph Hierling. Expressiver Realismus. Kunsthalle Schweinfurt. (Ansicht des Hafens, Grethauses und Oberstadtfelsens mit Neuem Schloss).[105][106]
- Hermann Kegel (1913–2004): Blick auf die Meersburg.[107]

## Sehenswürdigkeiten

### Aussichtspunkte

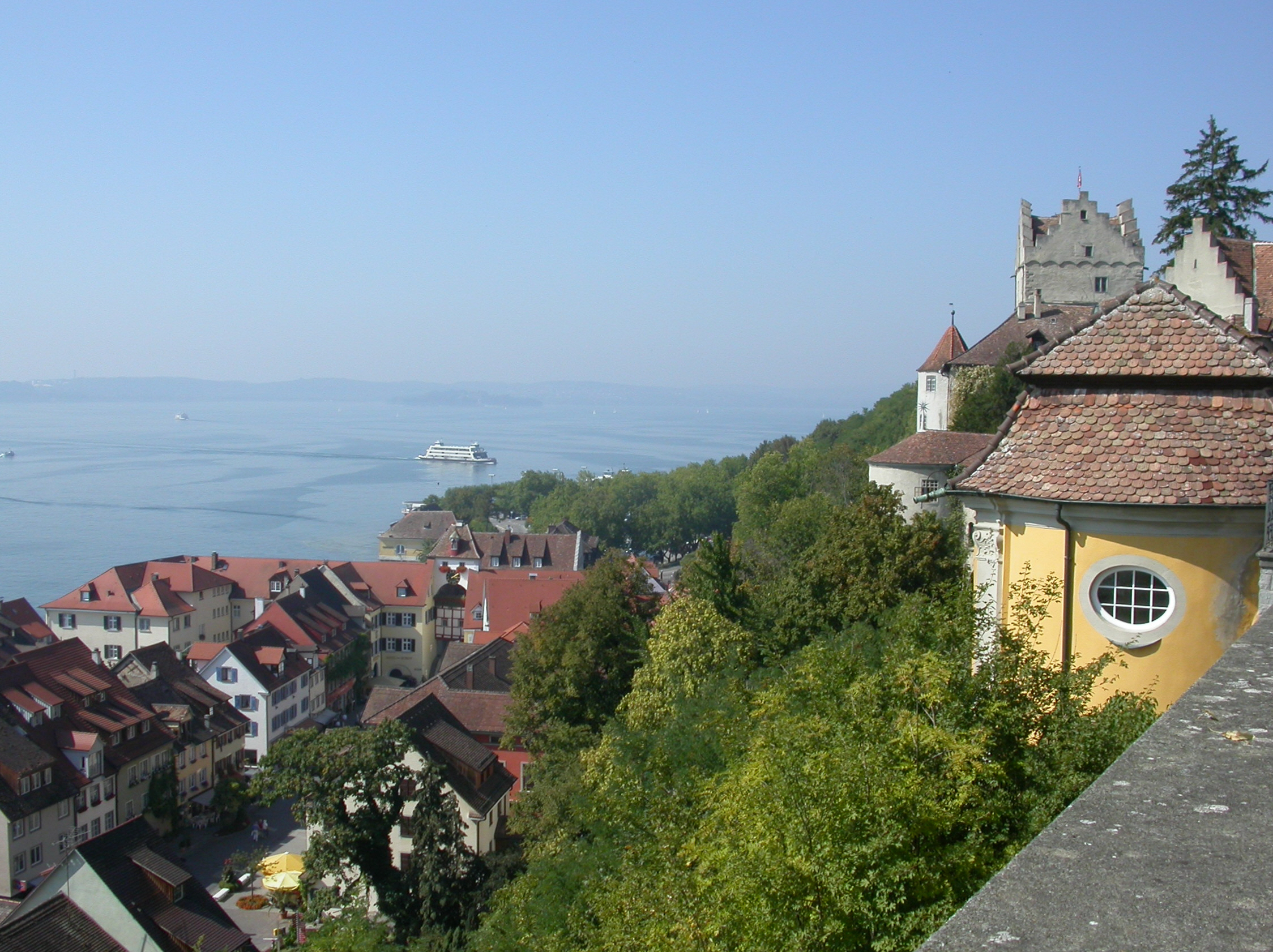
Blick von der Terrasse des neuen Schlosses zu Burg und Unterstadt

- Terrasse des Neuen Schlosses: Blick auf Burg, Unterstadt und den Bodensee.
- Känzele, gelegen zwischen Priesterseminar (heute Droste-Hülshoff-Gymnasium) und Reithof (heute Staatsweingut): Oberhalb der Reblage Rieschen bietet sich eine beeindruckende Sicht auf Hafen und See.
- Rieschentreppe, die mit 171 Stufen direkt von der Schiffsanlegestelle hinauf in die Oberstadt führt: Auf halber Höhe inmitten des Weinhanges Rieschen findet sich eine Aussichtsplattform mit Sitzbänken, ebenso am oberen Treppenende (beim so genannten Glatten Stein), mit Blick auf Hafen und Unterstadt.
- Seepromenade in der Unterstadt: See, Schiffsbetrieb, Fische, Wasservögel und bei guter Fernsicht das Panorama der Alpen.
- Höhenweg Meersburg–Hagnau mit Ausblicken auf See und Schweizer Ufer. Im Verlauf:
  - Wetterkreuz, ein Symbol der Volksfrömmigkeit mit der Bitte um Schutz vor Unwetter und Hagel. An diesem Standort gab es schon ein Wetterkreuz zur Zeit des Dreißigjährigen Krieges.[108]
  - Deutsche Kriegsgräberstätte Meersburg-Lerchenberg, früher auch unter dem Namen Ehrenmal bekannt.
- Friedrichshöhe im Verlauf der Von-Laßberg-Straße: Der Wasserhochbehälter wurde 1897 erbaut und zu Ehren von Friedrich I. (Baden, Großherzog) künstlerisch gestaltet. Von der darüber liegenden Plattform ergibt sich ein Panoramablick auf Stadt, See und Alpen.[109]
- Ödenstein, Droste-Hülshoff-Weg: Sicht auf Obersee, Alpen bei Fernsicht, Mainau und Autofähre Konstanz–Meersburg. Standort der Kaisereiche.
- Hirtle oberhalb des Sommertals: Panorama in Richtung des östlichen Bodensees, der Schweiz und der Alpen sowie Konstanz mit dem Fährverkehr Meersburg–Konstanz.

### Stadtbefestigung

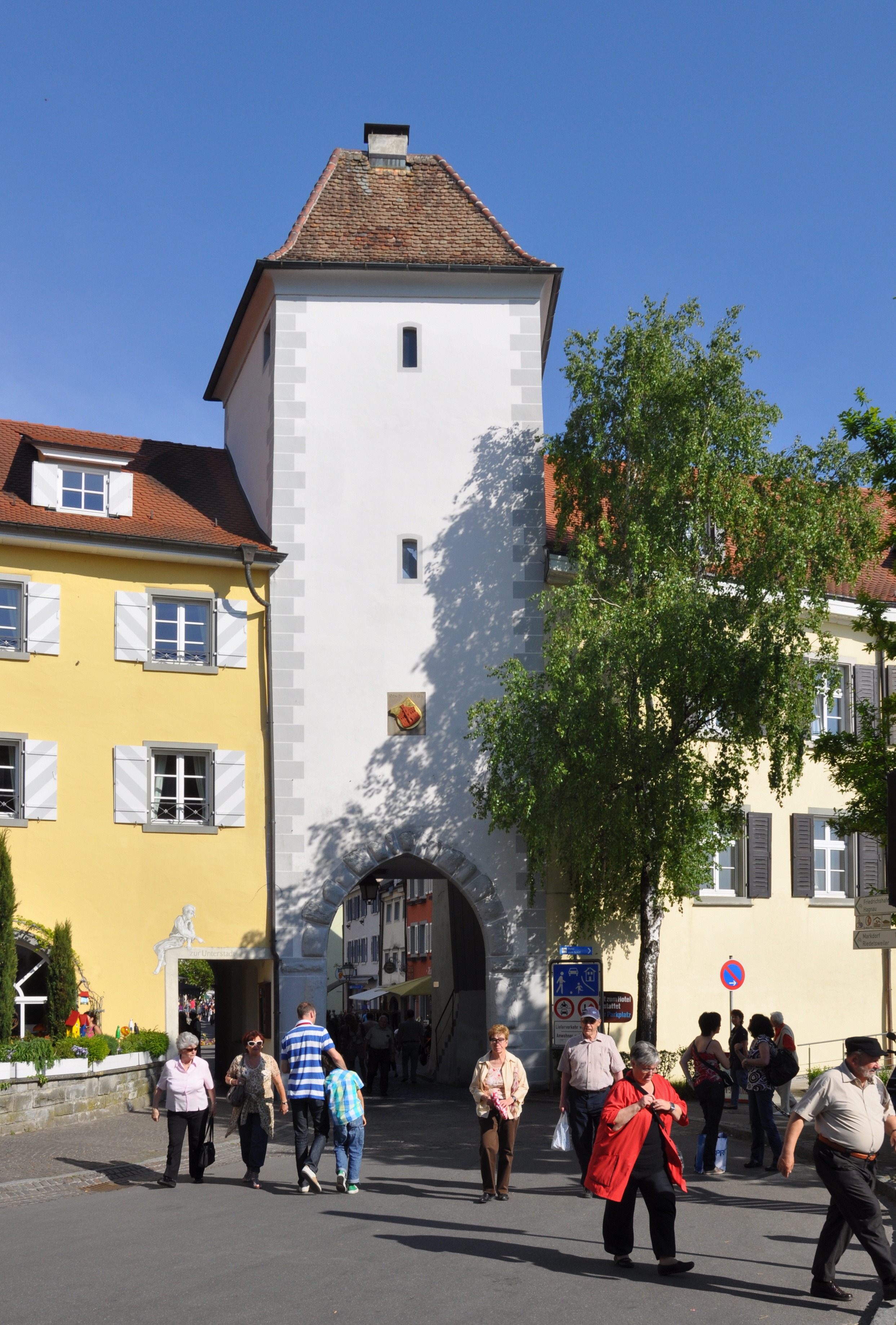
Unterstadttor

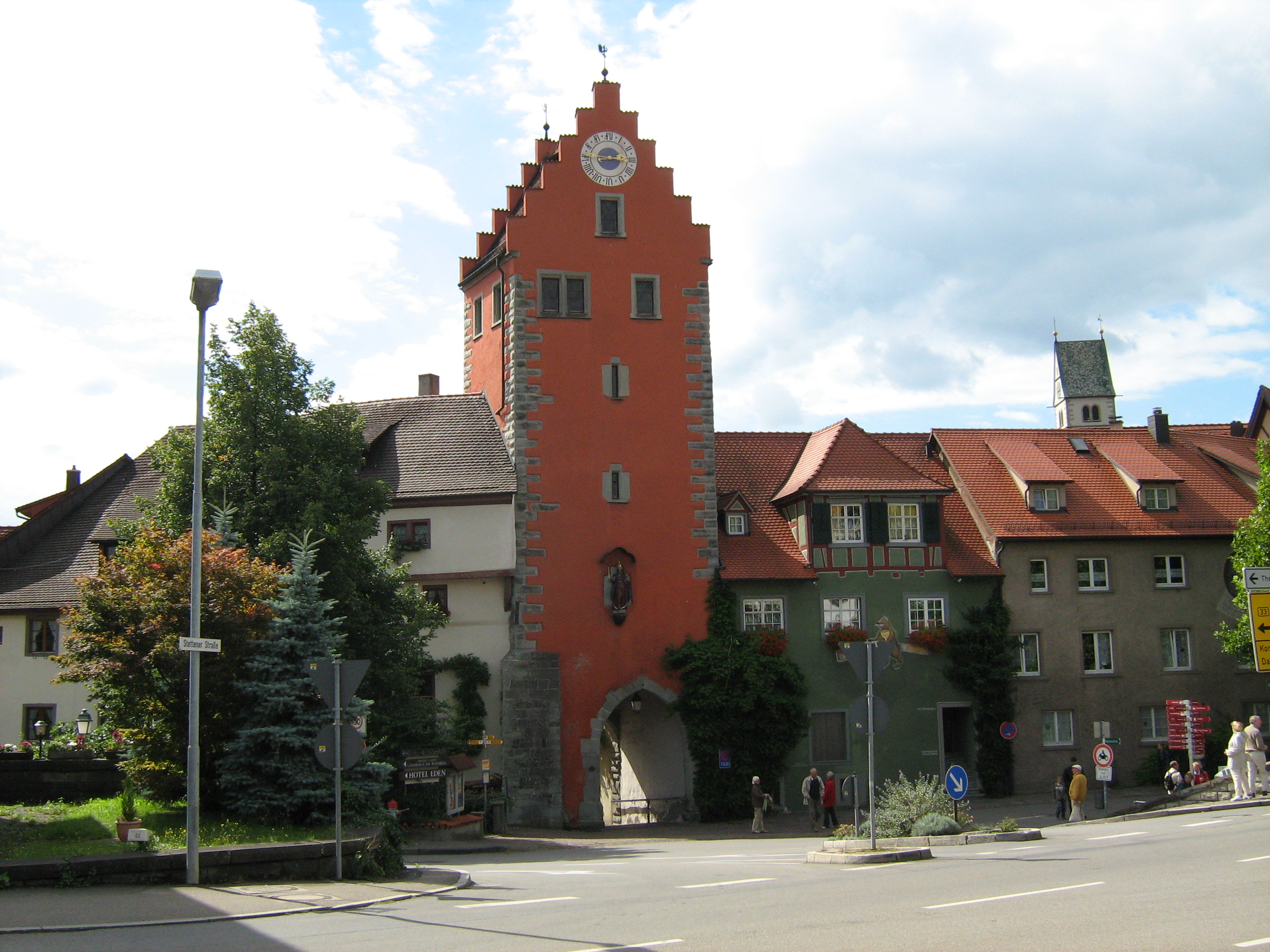
Obertor mit Häusern auf der Stadtmauer

Die mittelalterliche Stadtbefestigung schützte Burg, Ober- und Unterstadt. Gegen feindliche Übergriffe bestand die Kombination aus Burg, Burggraben und Stadtmauern.
Die Unterstadt zwischen See und Oberstadt mit Altem Schloss war befestigt im Westen durch das Vordere Seetor (Unterstadttor oder Kugelwehrtor) und im Osten durch das Hintere Seetor, das wegen des Baus des Hafens 1852 abgebrochen wurde. In der Unterstadt sind von der westlichen Stadtmauer die Außenmauer des heutigen Hotels Schiff (ehemaliger Domkapitelshof) und von der östlichen Stadtmauer die Außenmauer des Gredhauses erhalten.
In der Oberstadt verlief die äußere Stadtbefestigung im Westen vom Stadttor an der unteren Steig, das 1847 abgerissen wurde, ansteigend an der Rückseite der Häuser der Winzergasse (früher Kirchgasse) zum Turm der katholischen Stadtpfarrkirche. Sie ging dann nördlich weiter vom Kirchturm zum abgerissenen Zwingtor (Hütlinturm) an der Kirchstraße, das wegen des Erweiterungsbaus der Stadtpfarrkirche im Jahr 1824 abgerissen wurde. Weiter verlief sie zum Pfarrhofturm (Mauerreste und Wehrturm „Am Stadtgraben“) und zum Obertor. Das Obertor wurde um 1300 erbaut. Das Brückenhaus des Obertors wurde 1838 abgerissen. Die Häuser zu beiden Seiten des Obertors sind direkt auf die Stadtmauer gebaut. Im Osten war die Stadt begrenzt durch die Rückseite des ehemaligen Krankenhauses (früher Schussenrieder Klosterhof, dann Niederlassung der Post), die Rückseite der Häuser an der „Vorburggasse“ und den Gewölbekeller des heutigen Staatsweinguts Meersburg. Der Gewölbekeller wurde um 1720 in der Vertiefung des Stadtgrabens in der Regierungszeit von Fürstbischof Johann Franz Schenk von Stauffenberg angelegt.
Innerhalb der Oberstadt verlief die Befestigungsanlage der Vorburg. Sie war durch die rückwärtigen Mauern an der ehemaligen Hofapotheke, der Häuser an der Höllgasse, des Rathauses (mit Tordurchlass Falbentor), der Häuser der Vorburggasse sowie durch den Tordurchlass Wolfenbogen im Osten geschützt.
Im innersten Bereich befindet sich die Verteidigungsstellung des Alten Schlosses. Es gab einen Fluchtweg aus der Burg, dessen Einstieg noch in der Burg zu sehen ist.
Im Mittelalter wurde im Neuweiher bei Daisendorf Wasser gesammelt, um von dort den Stadtgraben von Meersburg mit Wasser zu füllen oder zu fluten. Das Wasser aus dem Neuweiher fließt heute durch den Haselbach in den Siechenweiher am nordöstlichen Stadtrand von Meersburg und von dort in den Bodensee. Die Wasserläufe in der Meersburger Altstadt wurden Mitte des 20. Jahrhunderts überdeckelt und münden in den Bodensee.
Die Tore und Befestigungsanlagen wurden im 19. Jahrhundert abgerissen, weil die Wehranlagen durch die sich weiterentwickelnde Kriegstechnik keinen Schutz mehr boten und weil mit dem Übergang zum Großherzogtum Baden im Jahr 1802 keine Zölle mehr an den Stadttoren erhoben wurden.

### Bauwerke

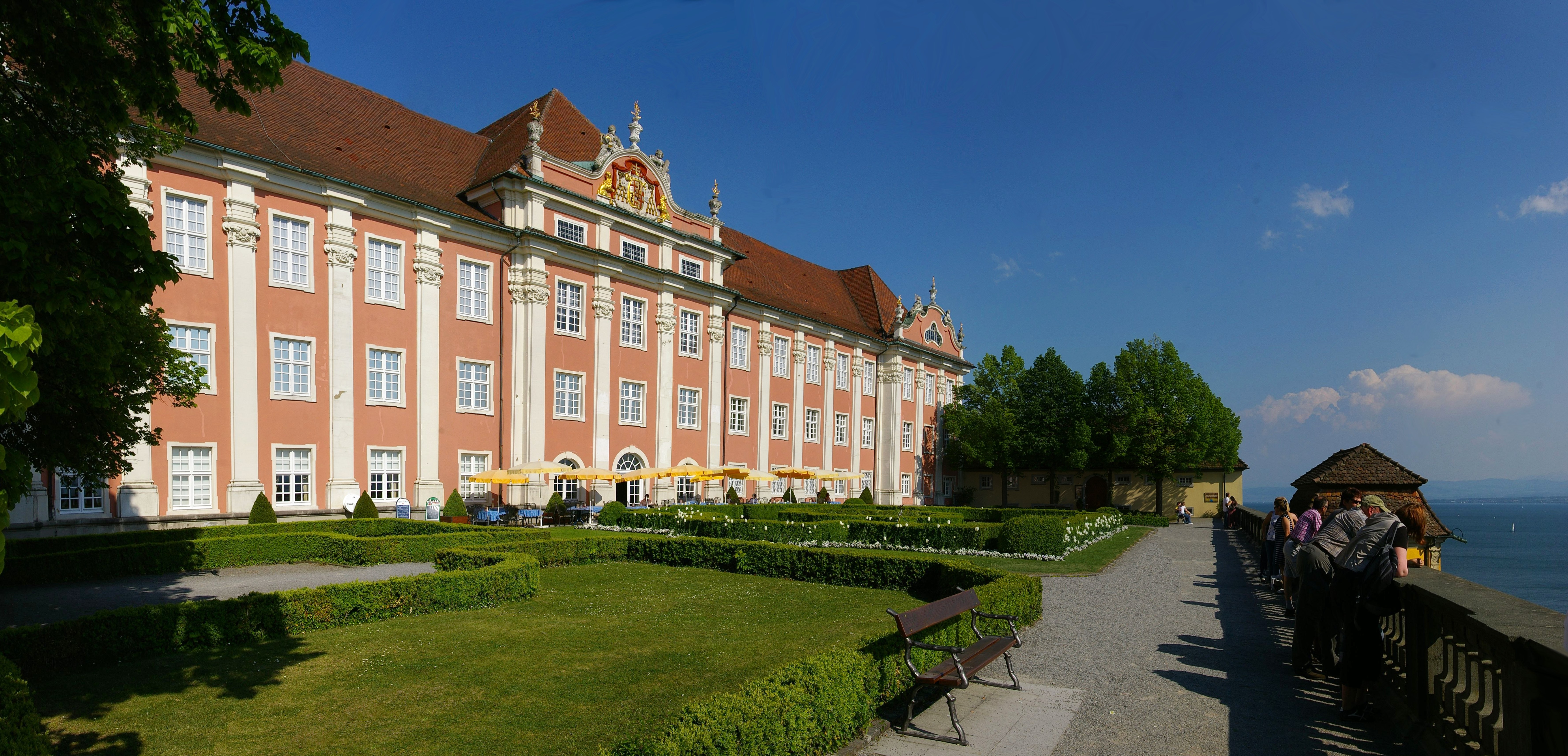
Das Neue Schloss mit Seeblick

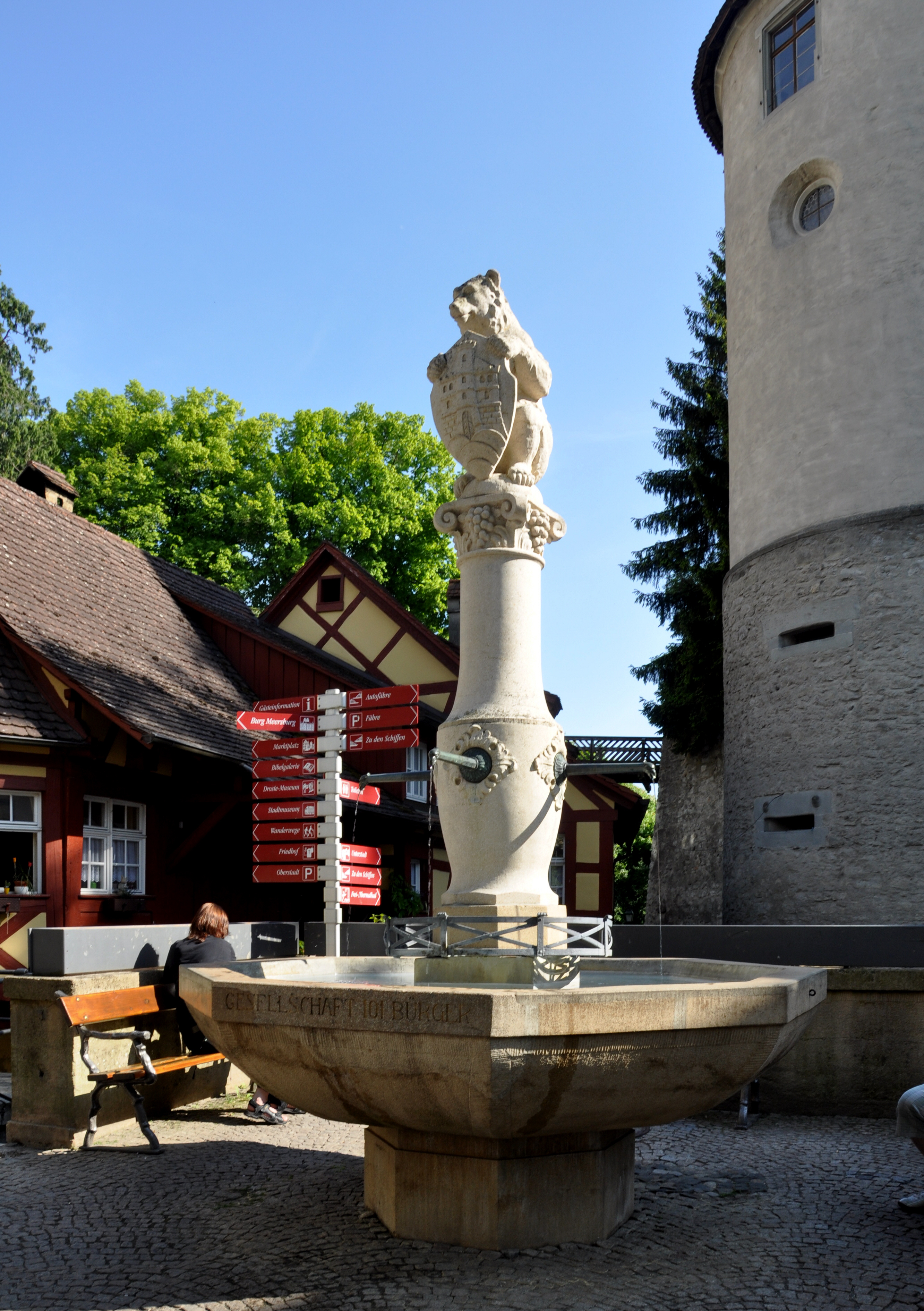
Bärenbrünnle auf halber Höhe der Steigstraße

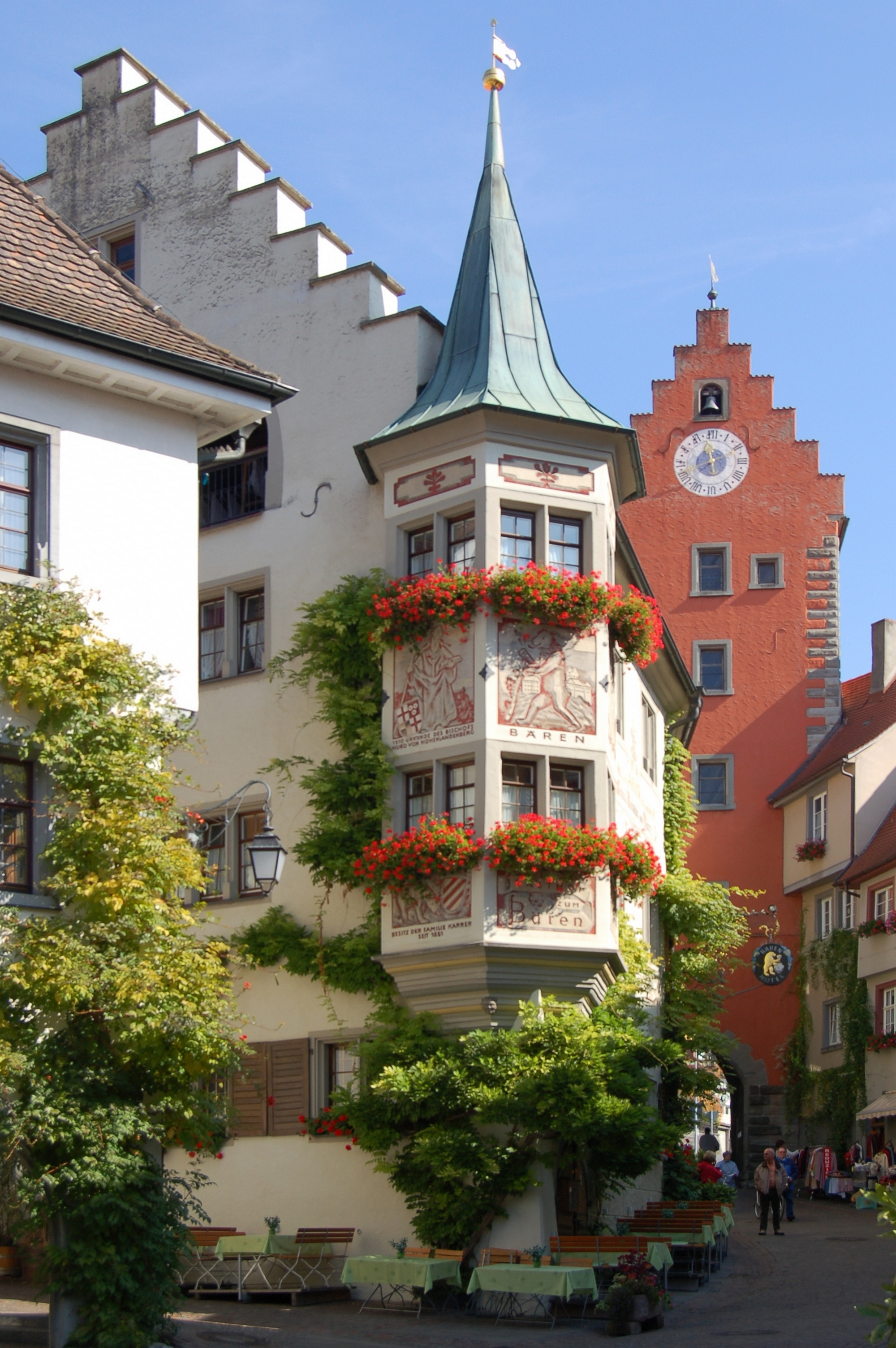
Obertor und Gasthof Bären in der Oberstadt

In der Unterstadtstraße 9 der Unterstadt ist das Kellereigebäude des Winzervereins Meersburg. Es wurde 1890 erbaut und fällt auf durch seine rot-gelbe Hausfront, die mit Malereien zum Thema Wein von Berthold Brandes im Jahr 1972 verziert wurde.
Die Burg Meersburg (Altes Schloss) mit dem Dagobertsturm war lange Sitz der Konstanzer Fürstbischöfe und später auch Wohnort von Annette von Droste-Hülshoff (siehe insbesondere deren Gedicht „Am Turme“).
Vom See her ergibt sich eine gute Sicht auf Meersburg. Neben dem Alten Schloss sind auch die Gebäude zu sehen, die unter den Konstanzer Fürstbischöfen (u. a. Johann Franz Schenk von Stauffenberg) als Barockensemble in der Oberstadt gebaut wurden: das rote Neue Schloss (1712–1762), der gelbe Reit- und Stallhof (1751–1760) und das rote ehemalige Priesterseminar (1725–1735).
Das Gebäude des ehemaligen Reithofs des Fürstbischofs beherbergte Stallungen und Kutschenremisen und wurde später von der Weinbaudomäne bzw. dem Staatsweingut Meersburg und auch von der Volksschule bzw. dem Aufbaugymnasium genutzt. Im Innenhof des Reithofs wurde der seeseitige Flügel nach Teilabriss und Wiederaufbau im Jahr 1907 mit dem badischen Wappen im Dreiecksgiebel und der Krone des Friedrich I. (Baden, Großherzog) versehen.
Das Gebäude des Priesterseminars, das oberhalb der Reblage Rieschen und über dem Hafen thront, wurde immer für Ausbildungszwecke genutzt: von 1735 bis 1825 zur Ausbildung katholischer Priester, dann als katholisches Lehrerseminar, als katholische Aufbaurealschule „Meerstern“ (1925–1936), staatliche Aufbaurealschule (1936–1937), Reichsfinanzschule (1937–1944), Luftwaffen-Reserve-Lazarett (März–Mai 1945), Pädagogium für angehende Volksschullehrer (1946–1953) und als Aufbaugymnasium (seit 1952). Die Schule heißt heute Droste-Hülshoff-Gymnasium. Durch diese Zweckbestimmungen war die im Priesterseminar gelegene Barockkapelle mit Deckenfresken für die Öffentlichkeit nie zugänglich.
Die Fachwerkhäuser in der Oberstadt in der Steigstraße, der Winzergasse und Kirchstraße bilden ein romantisches Ensemble. Das Fachwerk war um 1920 noch mit Putz bedeckt. Die Laubengänge der „Fülle“ waren um 1900 noch zugemauert. Die Handelsstraße von Konstanz nach Ravensburg verlief über die Steigstraße.
Der Erker des Gasthauses zum Bären am Marktplatz 11 der Oberstadt wurde im Jahr 1954 von den Kunstmalern Victor Mezger und August Schwarz aus Überlingen mit Sgraffiti zur Geschichte des Hauses gestaltet. Gezeigt sind Bischof Hugo von Hohenlandenberg als Stifter des Schildrechtes der Gastwirtschaft im Jahr 1510, der Bär mit Wanderstab als Wappentier, die Funktion des Gasthauses als Trinkstube der Gesellschaft der 101 Bürger sowie seine Nutzung als Postfuhrhalterei von 1860 bis 1890.
Charakteristisch für Meersburg sind die öffentlichen Brunnen in der Unter- und Oberstadt und an der Steigstraße mit wassergebender Brunnensäule und achteckigen Auffangbecken. Teilweise sind die Brunnen ausdrücklich als Trinkwasserbrunnen gekennzeichnet, so der Markt-, der Unterstadt- und der Bärenbrunnen.
Der Marktbrunnen am Marktplatz in der Oberstadt mit achteckigem Trog und einer wassergebenden Säule und darauf einer verzierenden Kugel stammt aus dem Jahr 1892. Der Unterstadtbrunnen in der Mitte der Unterstadtstraße wurde ebenfalls im Jahr 1892 mit gleichem Aussehen errichtet. Bereits 1508 gab es dort einen Vorgängerbrunnen. Der Bärenbrunnen in der Mitte der die Unter- und Oberstadt verbindenden Steigstraße hat einen achteckigen Trog mit wassergebender Säule in der Mitte, die von einem Bären, der in seinen Tatzen das Meersburger Wappen trägt, gekrönt ist. Dieser Brunnen wurde im Jahr 1929 im Auftrag der Gesellschaft der 101 Bürger vom Meersburger Bildhauer Josef Ehinger (1889–1955) errichtet. Der Bär ist das Wappentier der 101 Bürger. Ein Vorgängerbrunnen wurde bereits 1456 erwähnt. Der Schnabelgierebrunnen befindet sich in der Winzergasse unterhalb der Stadtkirche. Er besteht aus acht zusammengesetzten Granitplatten als Bassin. Auf einer Säule in der Mitte des Brunnens stehen die Figuren der Narrenzunft der Schnabelgiere in der Meersburger Fasnacht: Schnabegiere, Domino, Zunftmeister und Narrenrat. Er wurde 1964 vom Bildhauer Berthold Brandes (1932–2000) errichtet. Einen einfachen Vorgängerbrunnen gab es dort bereits 1866/1867.
Ein weiterer Brunnen, der Flötenspielerbrunnen, befindet sich seit 1970 bei der Stadtpfarrkirche in der Kirchstraße am Eingang zur Oberstadt. Er hat als Dekoration eine Knabenfigur mit Querflöte, die sich am linken Rand des Brunnens befindet. Figur und Brunnen stammen vom Bildhauer Werner Gürtner. Der Früchtetellerbrunnen auf dem Platz Glatter Stein in der Oberstadt oberhalb der Rieschentreppe besteht aus einem geneigten Steinteller von Elisabeth Wagner aus Hamburg von 2,80 Meter Durchmesser, der symbolisch auf Früchten ruht und auf dem symbolisch Früchte dargeboten werden. Er wurde Meersburg im Jahr 1988 zur Tausendjahrfeier von Lothar Späth gewidmet. Er wurde einige Zeit nicht als Brunnen genutzt, weil der Abfluss des Wassers Schäden in dem darunterliegenden Weinkeller verursacht. Im März 2022 wurde der Brunnen in den Stadtgarten der Unterstadt versetzt und wieder in Betrieb genommen.
Oberhalb der Oberstadt liegt inmitten von Reben das durch Fürstbischof Jakob Fugger erbaute Fürstenhäusle, das der Dichterin Annette von Droste-Hülshoff gehört hat und heute ein Droste-Museum enthält.
Das Glaserhäusle am Glaserhäusleweg 7, westlich beim Sommertal in Meersburg, liegt am Waldrand über den Rebhängen. Es wird von einem Garten mit Bäumen umgeben. Anfang des 20. Jahrhunderts wurde eine steinerne Veranda in italienischer Art mit Ausblick auf den See gebaut. Ein Teil seiner Mauern ist einen halben Meter dick. Der Name Glaserhäusle geht auf den Glaser Benedikt Kern zurück, der 1784 die Erlaubnis zum Weinausschank erhielt. Das Häusle aus dem 18. Jahrhundert wurde bereits von Annette von Droste-Hülshoff als „Schenke am See“ beschrieben. Ab dem Jahr 1889 nutzte es der Maler Ernst Zimmermann. Im Jahr 1909 wurde es vom Philosophen Fritz Mauthner (1849–1923) und der Schriftstellerin Harriet Straub (1872–1945) gekauft. Sie haben ein gemeinsames Ehrengrab auf dem Meersburger Friedhof. Wilhelm Restle (1884–1980) war seit 1923 Stadtpfarrer von Meersburg, kaufte 1928 das Glaserhäusle von Hedwig Mauthner, die ein lebenslanges Wohnrecht erhielt. Restle trug in der schwierigen Zeit bis zum Ende des Zweiten Weltkriegs zur Erhaltung des Glaserhäusles bei und nutzte es ab 1952. Auch er hat ein Ehrengrab auf dem Meersburger Friedhof. Felicitas Barg, die Interpretin von Texten von Annette von Droste-Hülshoff, wohnte im Glaserhäusle von 1980 bis 2002. Das Glaserhäusle von der Denkmalstiftung Baden-Württemberg zum „Denkmal des Monats August 2004“ ernannt. Seit 1992 wird es privat genutzt von dem Komponisten und Dirigenten Hans Zender. Auf dem Grundstück stehen neben dem Glaserhäusle zwei mit Holz verkleidete Häuschen. Dies sind eine ehemalige Scheune, in der Fritz Mauthner seine Bibliothek hatte. Weiter ein Holzhäuschen aus dem 21. Jahrhundert, das als Arbeitsraum für Zender mit japanischer Kunst, Keyboard und Flügel bestückt ist. Das Anwesen ist nicht zu besichtigen und nur mit einer neutralen Denkmalschutzplakette des Landes Baden-Württemberg versehen. Vom Fußpfad zwischen dem Haus und dem Rebhang ergibt sich eine ungehinderte Sicht auf Ober- und Überlinger See.
Prägend für die Stadtsilhouette ist auch der Turm der katholischen Stadtpfarrkirche Mariä Heimsuchung. Der Turm war ursprünglich als Wehrturm errichtet und Teil der Stadtbefestigung und wurde später zum Kirchturm umfunktioniert.

### Kunstwerke im öffentlichen Raum

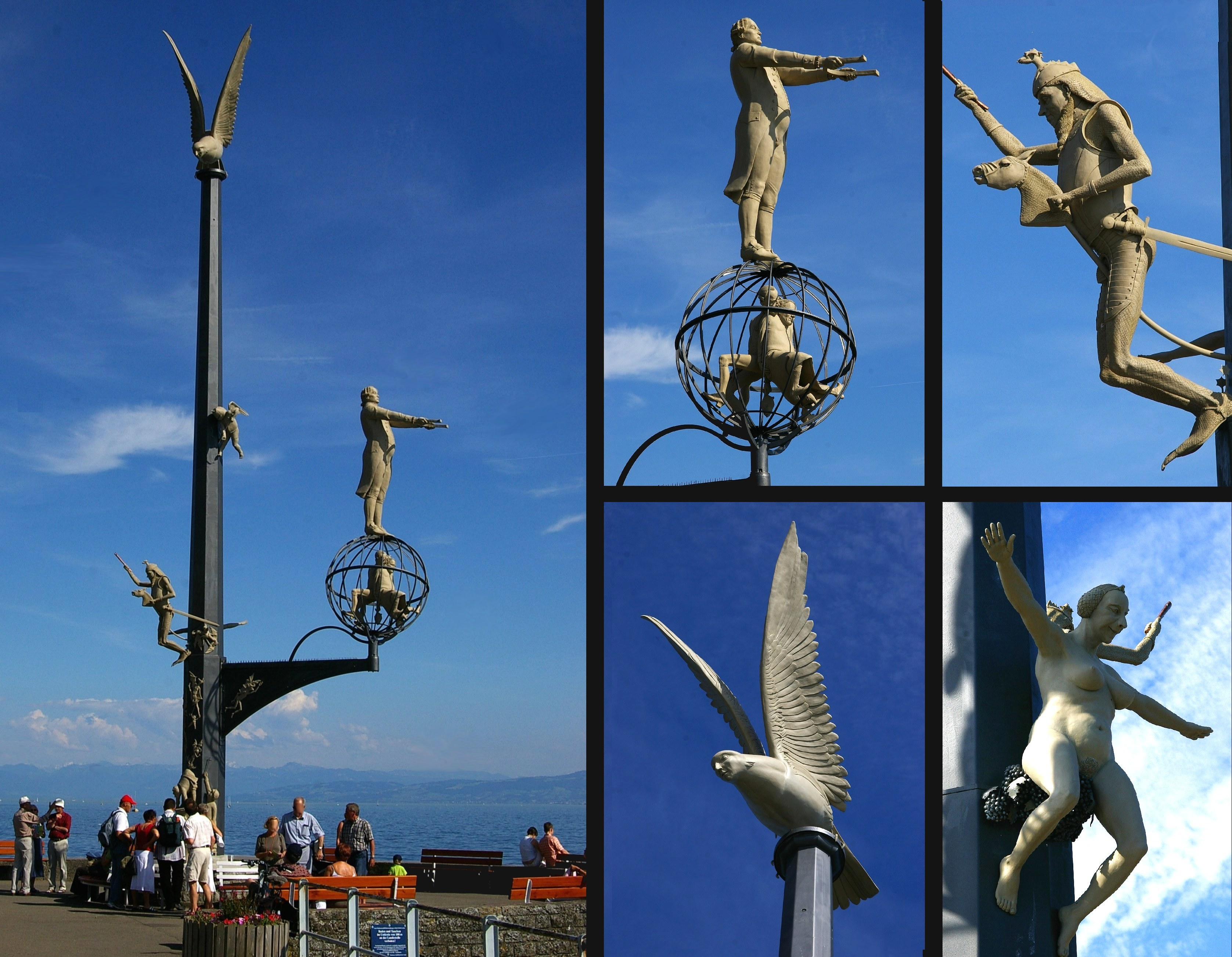
Lenk-Plastik am Hafen

Das Droste-Denkmal, die Büste der Dichterin aus Bronze, wurde 1898 von Emil Stadelhofer geschaffen, vom Gießer von Miller in München hergestellt und steht nach mehrmaligem Standortwechsel und nachdem sie im Zweiten Weltkrieg vom Einschmelzen („Metallspende“) bedroht war am Eingang des alten Schlosses.
Die Magische Säule auf der Hafenmole wurde von Peter Lenk geschaffen und setzt damit die Reihe seiner Kunstwerke an den Schiffsanlegestellen des Bodensees fort: nach der Imperia-Figur an der Hafeneinfahrt Konstanz und dem Bodenseereiter bei der Anlegestelle in Überlingen, 2007 die Magische Säule an der Hafeneinfahrt in Meersburg. In diesem filigranen Werk werden Begebenheiten und Persönlichkeiten mit Bezug zur Meersburger Stadtgeschichte dargestellt. An einem hohen Pfahl sind der Meersburger Amor des Fürstbischofs aus dem 13. Jahrhundert, Freiherr Joseph von Laßberg, Wendelgard von Halten (Sage von der schweinsrüsseligen Gräfin aus dem 13. Jahrhundert), Franz Anton Mesmer und Johann Joseph Gaßner (Exorzist) dargestellt. Am oberen Ende des Pfahles schwebt, symbolisch als angreifende Möwe dargestellt, Annette von Droste-Hülshoff. Das Denkmal ist derartig transparent, dass die Sicht auf die Stadtkulisse nicht gestört wird.

### Gedenkstätten

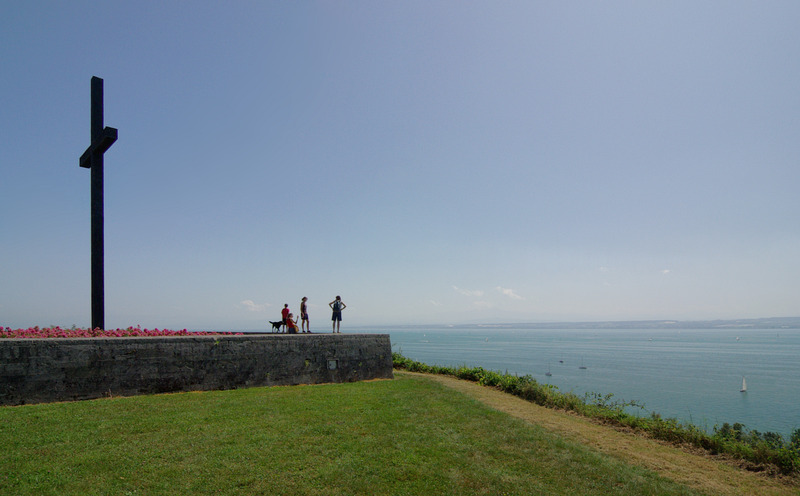
Kriegsgräberstätte Lerchenberg

Der Aussichtspunkt Ödenstein am Übergang vom Himmelbergweg in die Droste-Hülshoff-Straße wird durch eine Kaisereiche von 1888 und einen Gedenkstein gekennzeichnet, um daran zu erinnern, dass Kaiser Wilhelm I. (Deutsches Reich) am 12. Juli 1882 von hier aus Bodensee und Insel Mainau betrachtete.
Auf dem städtischen Friedhof Meersburg, der 1682 nördlich vor den Toren der Stadt angelegt wurde, sind die Gräber der Dichterin Annette von Droste-Hülshoff, ihres Neffen Carl Caspar von Droste zu Hülshoff, des Germanisten und Burgherrn Joseph von Laßberg, der Schriftstellerin Amalie Hassenpflug, der Museumskuratorin Helene Freifrau von Bothmer und ihres Mannes Karl Graf von Bothmer, des Heilers Franz Anton Mesmer, des Philosophen Fritz Mauthner, der Schriftstellerin Hedwig Mauthner, des Malers Hans Dieter und des Zinnschmieds Karl Raichle erhalten.
In der Aussegnungshalle des Friedhofs befindet sich seitlich eine 3 Meter hohe Plastik in Form eines Bronzesegels von Peter Recker. Die gefallenen und vermissten Meersburger Bürger des Zweiten Weltkrieges sind auf der Segel-Fläche namentlich aufgeführt. Die Namen stehen ohne großen Abstand neben- und übereinander und sind zu Gunsten der Gesamtwirkung als Mahnmal und Kunstwerk nur bei näherem Hinschauen entzifferbar. Mit einer Inschrift an der linken Seite der Aussegnungshalle wird der Toten der Kriege 1870–1871, 1914–1918 und 1939–1945 gedacht, und die Lebenden werden gemahnt.
In der Ortsmitte von Schiggendorf befindet sich ein Gedenkstein an die Gefallenen der beiden Weltkriege.
Die kleine vergitterte Kapelle „Zum Frieden“ am Wegesrand des Spazierweges „Am Rosenhag“ beherbergt seit Weihnachten 1978 eine Kopie der Stalingradmadonna in Form eines Gobelins durch die russische Künstlerin Elena Kikopule. Die Kapelle wurde im 17. Jahrhundert unter Fürstbischof Franz Johann von Praßberg gebaut und wegen Straßenbaus hierher, vor die Einmündung in die Töbelestraße, umgesetzt.
Im äußersten Südosten des Meersburger Gebietes und am südlichen Rand von Stetten liegt die Kriegsgräber- und Gedenkstätte Meersburg-Lerchenberg („Ehrenmal“). Sie ist auch über den Höhenweg, einen Fußweg von Meersburg nach Hagnau oberhalb der Weinberge, zu erreichen. Bei den Beigesetzten handelt es sich um schwer verwundete gefangene deutsche Soldaten des Ersten Weltkriegs, die in der Schweiz verstarben, als sie mit den schwerverwundeten französischen und englischen Soldaten über Schweizer Gebiet ausgetauscht werden sollten.

### Spaziergänge und Wanderwege
- Der Bodensee-Rundweg verläuft von Unteruhldingen über Meersburg nach Hagnau als (Höhenweg). Die ufernahe Wegführung ist: Uferweg Unteruhldingen–Meersburg sowie Uferweg Meersburg–Hagnau.
- Eine der Routen aus dem Netz der Wege der Jakobspilger in das spanische Santiago de Compostela führt als Oberschwäbischer Jakobsweg von Ulm über Oberdischingen, Bad Schussenried, Biberach an der Riß, Weingarten, Markdorf, Breitenbach und Meersburg (Siechenweiher, Friedhof) zum Konstanzer Münster mit seiner Mauritiusrotunde. Von dort verläuft sie als „Schwabenweg“ über Kreuzlingen und Sirnach bis nach Einsiedeln.

← Vorhergehender Ort: Markdorf | Meersburg | Nächster Ort: Bodensee →

Ulmer Münster |
Ulm |
Grimmelfingen |
Einsingen |
Erbach |
Donaurieden |
Oberdischingen |
Ersingen |
Rißtissen |
Untersulmetingen |
Obersulmetingen |
Schemmerberg |
Äpfingen |
Laupertshausen |
Mettenberg |
Biberach an der Riß |
Reute |
Grodt |
Muttensweiler |
Steinhausen |
Wallfahrtskirche Steinhausen |
Winterstettenstadt |
Bad Waldsee |
Bergatreute |
Weingarten |
Ravensburg |
Brochenzell
Östliche Route:
Meckenbeuren |
Tettnang |
Gießenbrücke |
Heiligenhof |
Atlashofen |
Hüttmannsberg |
Gattnau |
Arensweiler |
Selmnau |
Hattnau |
Nonnenhorn
Westliche Route:
Rammetshofen |
Unterteuringen |
Hepbach |
Leimbach |
Möggenweiler |
Markdorf |
Meersburg |
Bodensee |
Staad |
Konstanz |
Konstanzer Münster

## Persönlichkeiten

### Bekannte Söhne und Töchter
Nach Geburtsjahr geordnet
- Wendelgard von Halten (13. Jh.), Besitzerin des Rebguts Haltnau, historische Sage[145]
- Stefan Lochner (auch Meister Stephan genannt) (um 1410–1451), Maler
- Ambrosius Lacher (um 1470–1540), Polyhistor und Mathematiker in Frankfurt (Oder)
- Hieronymus Harder (1523–1607), Botaniker (Geburtsort Meersburg wird vermutet)
- Jakob Fugger (1567–1626), Fürstbischof von Konstanz, Erbauer des Fürstenhäusle, Geburt in Meersburg vermutet[146]
- Roman Schäffler (1632–1686), Abt des Klosters Metten
- Stephan Enroth (1701–1746), Abt von Salem
- Franz Konrad Kasimir Ignaz Reichsfreiherr von Rodt (1706–1775), Kardinal und Fürstbischof von Konstanz 1750–1775
- Johann Baptist Lingg von Linggenfeld (1765–1842), Generalleutnant
- Johann Baptist Kolb (1774–1816), Archivar und Historiker
- Karl von Schütz (1783–nach 1844), hohenzollerischer Oberamtmann
- Maximilian von Ow (1784–1845), Regierungsbeamter, Rittergutsbesitzer und Landtagsabgeordneter
- Friedrich August Walchner (1799–1865), Geologe, Chemiker und Mineraloge in Karlsruhe
- Robert Eberle (1815–1860), Maler
- Carl August Guido Storz (1847–1919), Ingenieur und Erfinder der Feuerwehrschlauchkupplung
- Walther Merk (1883–1937), Jurist und Hochschullehrer
- Karl Moll (1884–1936), Volkswirt und Politiker, Bürgermeister von Meersburg
- Josef Ehinger (1889–1955), Bildhauer in Meersburg
- Elfried Härle (1908–1978), Rechtswissenschaftler
- Guntram Brummer (1938–2021), Universalgelehrter
- Wolfgang Baumgratz (* 1948), Organist und Musikpädagoge
- Oswald Burger (* 1949), Lehrer, Historiker, Literaturveranstalter und Kommunalpolitiker
- Alfred Fahr (1949–2024), Pharmazeut
- Petra Busch (* 1967), Schriftstellerin und Journalistin
- Markus Baur (* 1971), Handballer
- Justine Hauer (* 1971), Fernseh- und Filmschauspielerin
- Hans-Peter Ockert (* 1972), Jazzmusiker
- Steffen Will (* 1974), Schauspieler
- Branco Vukovic (* 1978), Fernseh- und Filmschauspieler, Moderator

### Bekannte Bürger der Stadt

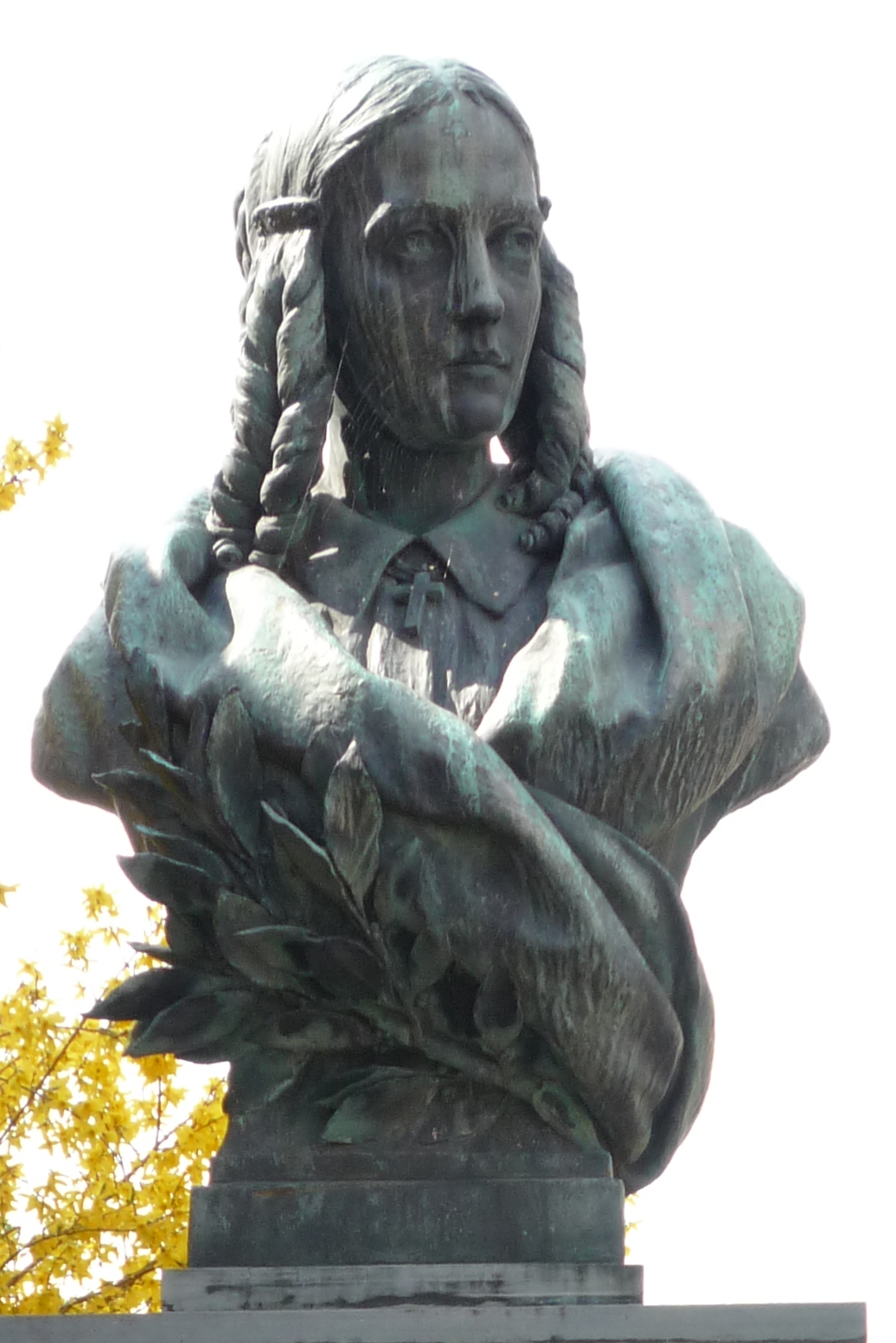
Büste von Annette von Droste-Hülshoff am Alten Schloss

- Caspar Miller (…–1635). Pestarzt, Stifter im Jahr 1634/35 der „Gesellschaft der 101 Bürger“.[147][148]
- Franz Anton Mesmer (1734–1815). Nachdem seine zunächst europaweites Aufsehen erregende Lehre vom tierischen Magnetismus auf immer stärkere Ablehnung gestoßen war, zog er sich Anfang des 19. Jahrhunderts aus Paris nach Meersburg zurück, wo er 1815 starb. Sein Lebenswerk ist im Stadtmuseum dokumentiert. Seine Grabstelle befindet sich auf dem Friedhof in Meersburg beim Hochkreuz, in 10 Meter Entfernung von der westlichen Friedhofsmauer. Der Mesmerismus gilt heute als Vorläufer der Hypnose.
- Marcus Fidelis Jaeck (1768–1845), katholischer Theologe und Geistlicher, war zunächst Seminarist, später Regens des Priesterseminars zu Meersburg und Pfarrrektor von Meersburg
- Die Dichterin Annette von Droste-Hülshoff (1797–1848) lebte von 1841 bis zu ihrem Tod am 24. Mai 1848 während ihrer Besuche am Bodensee bei ihrer Schwester Jenny von Droste zu Hülshoff und ihrem Schwager Joseph von Laßberg. Arbeits- und Sterbezimmer sind bis heute auf Burg Meersburg erhalten und können besichtigt werden. Auf dem alten Friedhof befindet sich ihre Grabstätte, durch Gitter begrenzt, an der nordwestlichen Friedhofsmauer gegenüber der alten Friedhofskapelle. Ihre Freundin Amalie Hassenpflug lebte ebenfalls einige Jahre in Meersburg und liegt im Grab nebenan begraben.
 Auf der letzten Serie der D-Mark-Banknoten fand sich auf der 20-D-Mark-Banknote, links neben dem Porträt der Dichterin Annette von Droste-Hülshoff, eine Collage verschiedener historischer Bauwerke von Meersburg. Dort sind das alte Schloss, das Altstadt-Obertor und der Blick vom Hafen auf die Straße mit Zollhaus zu sehen.[149]
- Carl Caspar von Droste zu Hülshoff (1843–1922), Neffe der Dichterin, Gutsbesitzer und ab 1915 Eigentümer des  Fürstenhäusle, verbrachte seine letzten Lebensjahre in Meersburg, wo er starb. Seine Witwe, Marie von Bothmer (Adelsgeschlecht), begründete das Droste-Museum.
- Adolf Kastner (1889–1963), Germanist, Historiker und Gymnasiallehrer; Direktor des Progymnasiums und Stadtarchivar von Meersburg.
- Karl Raichle (1889–1965), international ausgezeichneter Zinnschmied und Metallkünstler, gründete 1933 die Meersburger Zinnschmiede im Lehrenweg. Sein Grab befindet sich auf dem Meersburger Friedhof an der westlichen Friedhofsmauer.
- Cläre Maillard (1892–1966), Historikerin und Chronistin der Stadt Meersburg und ihrer Bewohner
- Hans Günther Lehmann (1899–1976), Maler in Meersburg mit Bildern vom Bodensee und von seinen Reisen.[150]
- Erich Geiseler (1901–1983), Maler in Meersburg nach dem Zweiten Weltkrieg, malte Bilder vom Bodensee und von Hamburg.[151]
- Helene Freifrau von Bothmer (1908–1996), Erbin des Fürstenhäusle, Stifterin des Meersburger Droste-Preises und ehemaliges US-Model, richtete nach dem Zweiten Weltkrieg das Droste-Museum neu ein, verkaufte es an das Land Baden-Württemberg und wirkte als Kuratorin dort von 1947 bis 1977. Sie wurde dabei unterstützt von ihrem Ehemann Karl Graf von Bothmer (1891–1971)
- Toni Haile (1916–1985), Musiker und Leiter der Knabenmusik Meersburg von 1957 bis 1979. Sein Grab befindet sich auf dem Meersburger Friedhof beim Hochkreuz.
- Karl-Heinz Gottmann (1919–2007), Mediziner und buddhistischer Ordensoberer
- Hans Zender (1936–2019), Dirigent und Komponist.
- Monika Taubitz (* 1937), Lyrikerin und Verfasserin von Prosa
- Ingo Lenßen (* 1961), Fernsehanwalt
- Rupert Metzler (* 1968), Kommunalpolitiker (FDP) und Richter am Verfassungsgerichtshof für das Land Baden-Württemberg, war Stadtrat in Meersburg
- Ralf Zacherl (* 1971), kochte einst bei Stefan Marquard im Gasthaus Drei Stuben
- Christian Pampel (* 1979), Volleyball-Nationalspieler
- Stefan Waggershausen (* 1949), Musiker

### Ehrenbürger
Meersburg hat zehnmal die Ehrenbürgerwürde verliehen:
- 1875: Johannes Flink (1811–1900), Oberlehrer, Wirtschafts-, Bibliotheksleiter, Verwalter des Seminarfonds des Lehrerseminars Meersburg. Er wirkte mit im Armenrat der Stadt, beriet Annette von Droste-Hülshoff beim Kauf des Fürstenhäusle und war gesetzlicher Vertreter der Familie von Laßberg. Er erhielt das Ritterkreuz II. Klasse des Ordens vom Zähringer Löwen.
- 1915: Franz Sales Meyer (1849–1927), Professor an der Kunstgewerbeschule in Karlsruhe, Maler und Dichter. Seine jährlichen Urlaubsaufenthalte in der Stadt machten ihn zum Berater bei der Umgestaltung der Meersburger Stadtbereiche. Die Gestaltung des Fabrikgeländes der Weberei Erlanger zur Grünfläche „Burganlage“ wurde durch seine Ideen geprägt.[154]
- 1919: Fritz Mauthner (1849–1923), Privatgelehrter, Schriftsteller und Philosoph. Er wohnte seit 1909 im Glaserhäusle. Seine Forschungsschwerpunkte waren Sprachkritik und Religionsphilosophie. Während der Zeit des Nationalsozialismus wurde ihm postum die Ehrenbürgerwürde aberkannt. Unter demokratischen Verhältnissen, im Jahr 1949, wurde ihm  die Ehrenbürgerwürde sofort wieder zuerkannt. Sein Ehrengrab befindet sich auf dem Meersburger Friedhof an der Ost-West-Achse, vom Hochkreuz aus gesehen. Die Grabinschrift lautet „vom Menschsein erlöst“.
- 1935: Hermann Schwer (1877–1936), Fabrikant von Rundfunkgeräten. Für die Mitarbeiter seines Villinger SABA-Werkes erbaute er ein Erholungsheim in Meersburg. Er war Mäzen beim Bau der Uferpromenade und des Strandbades. Er half mit, Meersburg für den Fremdenverkehr attraktiv zu machen.
- 1946: Fritz Zimmermann (1873–1959), Chefarzt des Meersburger Krankenhauses. Er übernahm wie ein „Menschenfreund“ in den Jahren 1918–1950 die chirurgische und ärztliche Versorgung der Meersburger Bevölkerung.
- 1956: Hans Dieter (1881–1968), Maler. Er gehört zu den süddeutschen Landschaftsmalern des 20. Jahrhunderts. Er wählte auch  den Bodensee als Motiv und hatte ein Atelier in Meersburg. Wegen seiner naturverbundenen lichtdurchfluteten Werke wurde er Malerpoet genannt. Sein Ehrengrab befindet sich auf dem Meersburger Friedhof neben der Ost-West-Achse, vom Hochkreuz aus gesehen.
- 1961: Georg Seyfried (1889–1963), Stadtrat und stellvertretender Bürgermeister, Mesner. Er war Mitglied der Bürgergesellschaft der 101er, ehrenamtlich in mehreren Gremien tätig, ein Meersburger, der sich um das Gemeinwohl von Meersburg verdient machte.
- 1966: Wilhelm Restle (1884–1980), Stadtpfarrer. Er war Droste- und Heimatforscher und setzte sich für die Bedürftigen ein. Während der Zeit des Nationalsozialismus half er den politisch Verfolgten. Er hat ein Ehrengrab auf dem Meersburger Friedhof.
- 1981: Wilhelm Schuh (1901–1994), Pfarrer. Er war angesehen wegen seiner menschlichen Art und erwarb sich große Verdienste um den Erhalt der Kapelle unterhalb der alten Burg (Unterstadtkapelle). Er wurde 1968 Ehrenbürger von St. Blasien und 1970 durch Paul VI.  zum „päpstlichen Kaplan“ ernannt.
- 2000: Kurt Kränkel (1929–2007), langjähriger Gemeinderat, Kreisrat und stellvertretender Bürgermeister. Er war Mitglied der Gesellschaft der 101 Bürger und engagierte sich ehrenamtlich in zahlreichen Vereinen für die Stadt, ihr Ansehen und ihre Bürger.
- 2018: Monika Taubitz, Lyrikerin und Verfasserin von Prosa.